# 25. Februar
Der 25. Februar ist der 56. Tag des gregorianischen Kalenders, somit bleiben 309 Tage (in Schaltjahren 310 Tage) bis zum Jahresende.

## Ereignisse

### Politik und Weltgeschehen

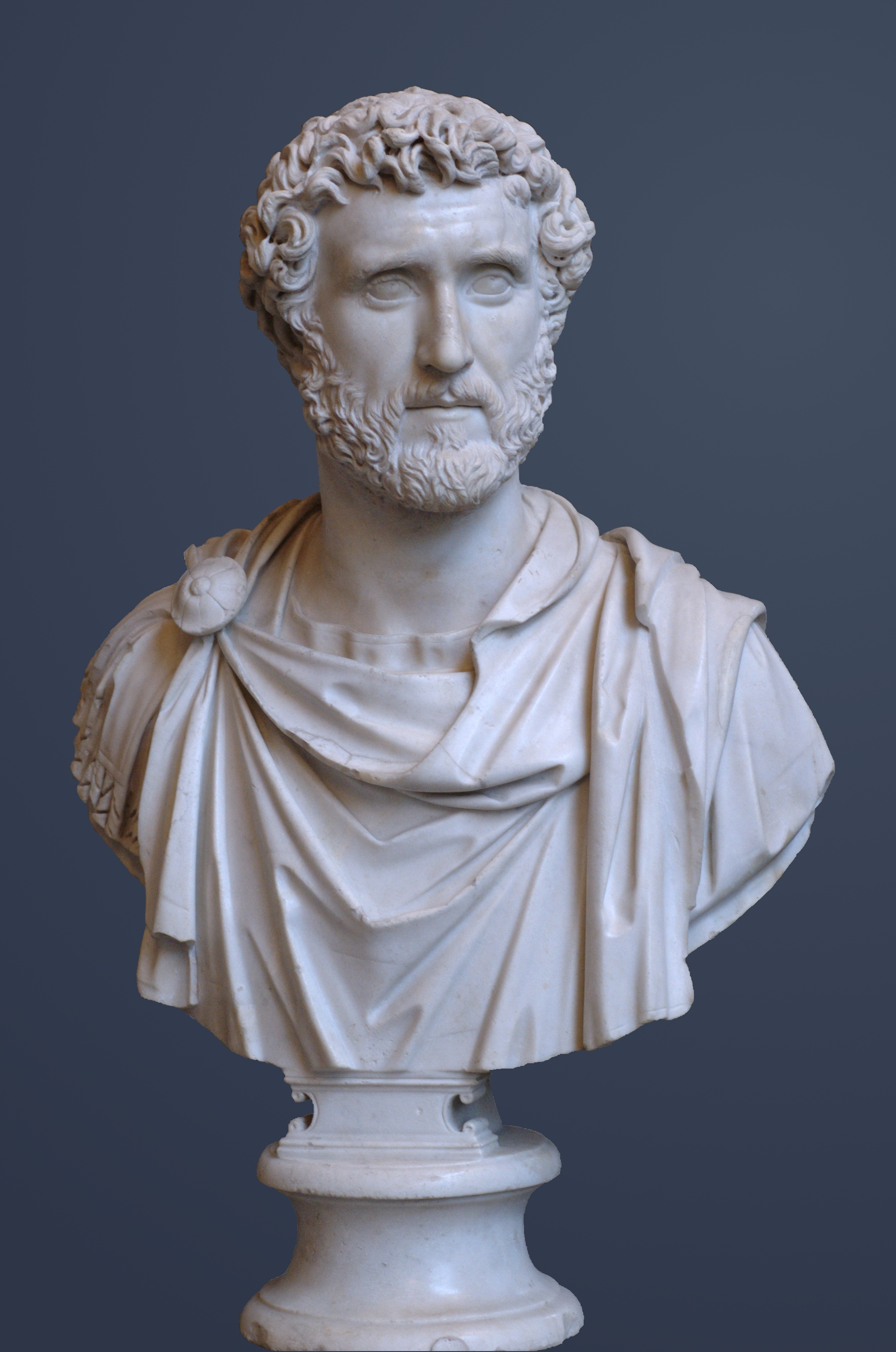
138: Antoninus Pius

1623: Verleihung der Kurwürde an Maximilian I.

- 0138: Der römische Kaiser Hadrian adoptiert Antoninus Pius, den er schon vorher zu seinem Nachfolger bestimmt hat.
- 0493: Odoaker stimmt nach der Rabenschlacht Friedensgesprächen mit dem Ostgotenkönig Theoderich zu. Unter Vermittlung des Erzbischofs Johannes von Ravenna wird zwei Tage später ein Vertrag vereinbart, der eine gemeinsame Herrschaft beider Könige über Italien vorsieht.
- 1147: Der Begriff Austria für Österreich wird in einem vom deutschen König Konrad III. unterzeichneten Dokument erstmals verwendet.
- 1489: Der französische König Karl VIII. erkennt die Unabhängigkeit Monacos durch Patentbrief an.
- 1558: Der Frankfurter Kurfürstentag tritt zusammen, um die Nachfolge für Kaiser Karl V. zu regeln; dessen Rücktritt 1556 hat eine reichsrechtlich noch nie gewesene Situation geschaffen.

- 1623: Kaiser Ferdinand II. überträgt Herzog Maximilian I. von Bayern auf dem Regensburger Deputationstag die Kurwürde der Kurpfalz, allerdings nur auf Lebenszeit und ohne das Recht, diese zu vererben.

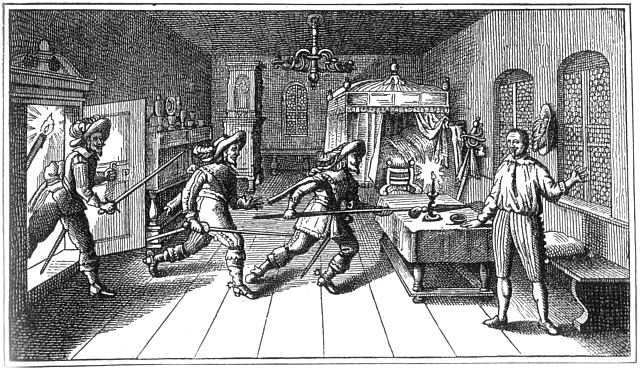
1634: Wallensteins Ermordung

- 1634: In der Burg von Eger werden bei einem Bankett Wallensteins Gefolgsleute Graf Trčka, Christian von Ilow, Graf Kinsky und Rittmeister Neumann ermordet. Anschließend wird auch Wallenstein selbst im Haus des Stadtkommandanten John Gordon umgebracht.
- 1635: Im Vertrag von Paris zwischen Frankreich und den Vereinigten Niederlanden wird ein Angriffs- und Verteidigungspakt gegen Spanien geschlossen, der bei einer Eroberung der Spanischen Niederlande deren Teilung vorsieht.
- 1643: Beim Pavonia-Massaker überfallen niederländische Soldaten der Kolonie Nieuw Nederland in Nordamerika im Verlauf des Wappinger-Krieges ein Indianerdorf, töten alle Bewohner und enthaupten diese. Anschließend verwenden sie die Köpfe der Enthaupteten für Ballspiele.

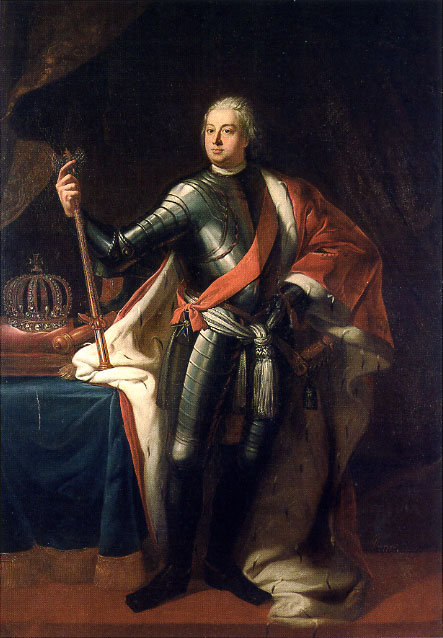
1713: Friedrich Wilhelm I.

- 1713: Nach dem Tod seines Vaters Friedrich I. wird Friedrich Wilhelm I. preußischer König. Als erste Amtshandlung erklärt er den geltenden Etat seines Reiches für nichtig.
- 1793: George Washington hält das erste Kabinettstreffen eines Präsidenten der Vereinigten Staaten ab.
- 1803: Die außerordentliche Kommission des Immerwährenden Reichstags in Regensburg verabschiedet den Reichsdeputationshauptschluss, der eine Neuordnung des Heiligen Römischen Reiches wegen der Verluste der linksrheinischen Gebiete in den Koalitionskriegen an Frankreich vorsieht.
- 1831: Im polnischen Novemberaufstand kommt es zur Schlacht bei Grochów zwischen einer Armee des Kaiserreichs Russland und aufständischen polnischen Truppen. Die Kampfhandlungen enden ohne Sieger.

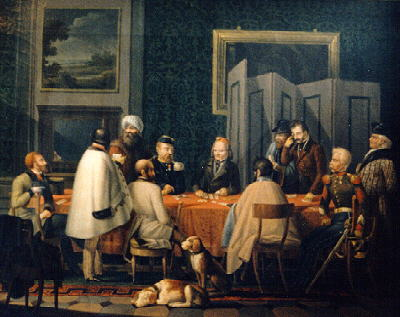
1856: Pariser Kongress

- 1856: Der Kongress in Paris zur Beendigung des Krimkrieges beginnt unter der Leitung des französischen Außenministers Alexandre Colonna-Walewski. Vertreter des Osmanischen Reichs, Österreichs, Großbritanniens, Frankreichs und Russlands verhandeln bis zum 30. März über die Friedensbedingungen.

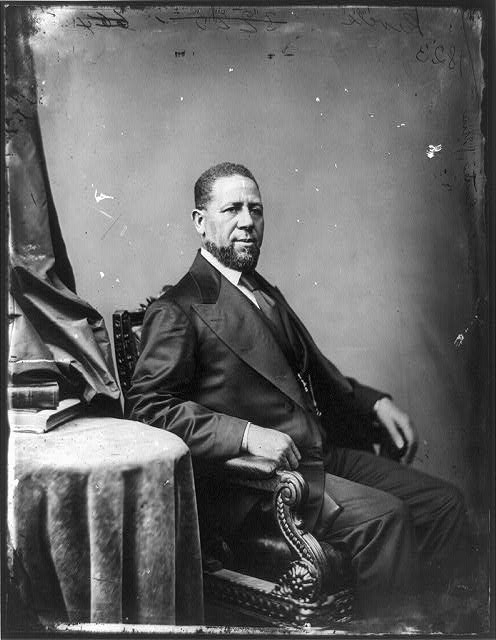
1870: Hiram Rhodes Revels

- 1870: Mit seiner Angelobung wird Hiram Rhodes Revels der erste afroamerikanische Senator der Vereinigten Staaten. Er wird vom Senat von Mississippi entsandt, das im Zuge der Reconstruction wieder in die Union aufgenommen worden ist, und bleibt bis 1871 im Amt.
- 1912: Auf Grund einer geänderten Thronfolgeregelung wird die älteste Tochter Wilhelms IV. von Luxemburg, Maria-Adelheid, als erste Frau regierende Großherzogin von Luxemburg. Bis zu ihrer Volljährigkeit am 15. Juni übernimmt ihre Mutter Maria Anna die Regentschaft.
- 1921: Die Rote Armee besetzt Tiflis, die Hauptstadt der Demokratischen Republik Georgien. Mit der Proklamation der Georgischen SSR endet die kurze Phase der georgischen Unabhängigkeit.

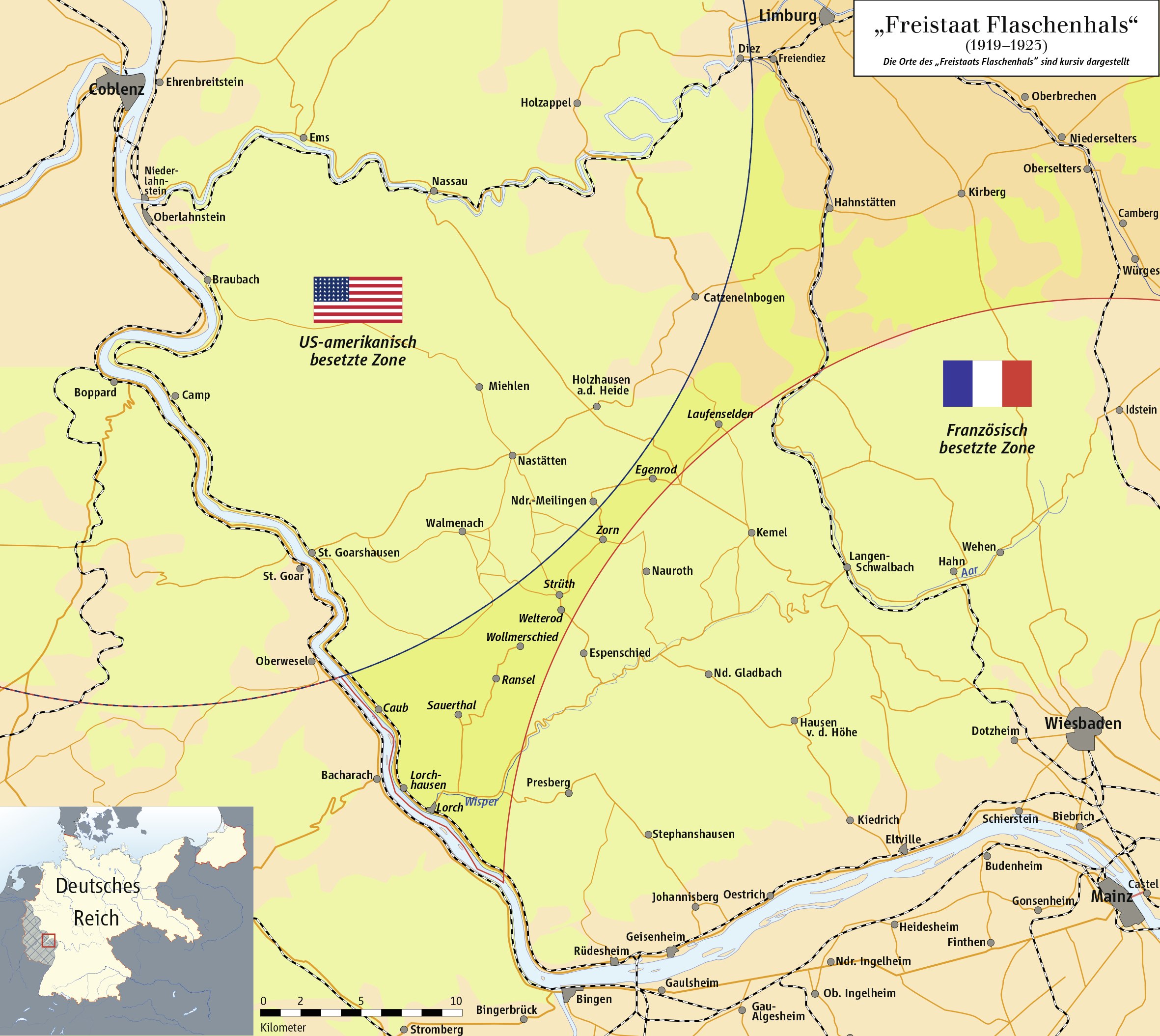
1923: Der Freistaat Flaschenhals

- 1923: Französische Truppen beenden die Existenz der Mikronation Freistaat Flaschenhals.
- 1932: Adolf Hitler erhält die deutsche Staatsangehörigkeit. Der gebürtige Österreicher war seit 1925 staatenlos.
- 1941: In Amsterdam wird ein Generalstreik gegen die Verschleppung von Juden in Konzentrationslager abgehalten. Am nächsten Tag erfolgt die blutige Niederschlagung durch die nationalsozialistischen Besatzungstruppen.

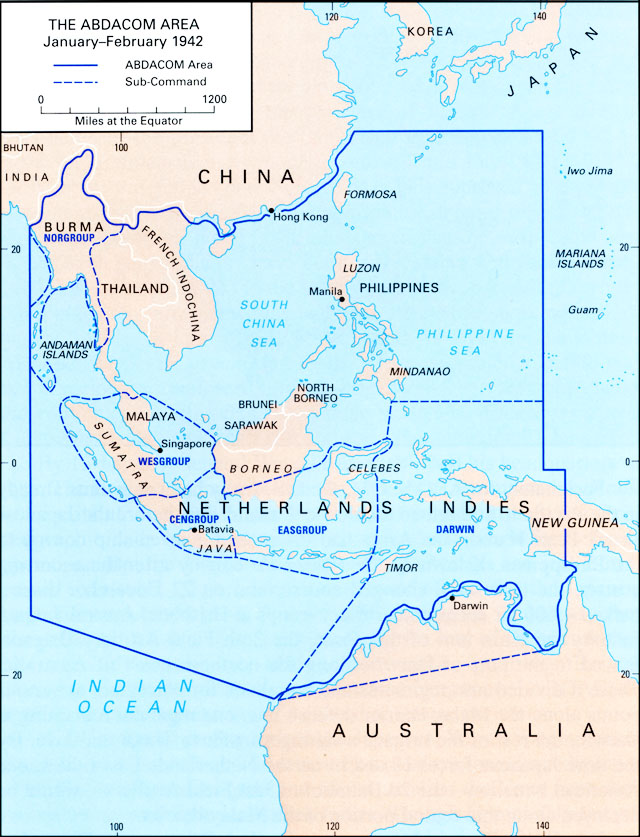
1942: Das theoretische Einsatzgebiet des ABDACOM

- 1942: Das erst am 8. Januar gegründete ABDACOM, ein alliiertes Kommando zur Verteidigung des südostasiatischen Raumes gegen die japanische Invasion, wird vom britischen Feldmarschall Archibald Wavell aufgelöst, da zu wenige Truppen zur Verfügung stehen.
- 1944: Die Royal Air Force zerstört durch schweres Bombardement fast die komplette Innenstadt von Augsburg.
- 1947: Der Alliierte Kontrollrat der Siegermächte des Zweiten Weltkriegs löst durch das Kontrollratsgesetz Nr. 46 endgültig den Staat Preußen auf.
- 1947: Paula Preradovićs Gedicht Land der Berge, Land am Strome wird durch Beschluss des Ministerrats zum Hymnentext der Republik Österreich.
- 1948: Unter dem Druck der Tschechoslowakischen Kommunistischen Partei nimmt der tschechoslowakische Staatspräsident Edvard Beneš den Rücktritt der nichtkommunistischen Kabinettsmitglieder an. Mit dem umgebildeten Kabinett unter Klement Gottwald erfolgt die Machtübernahme der Kommunisten in der Tschechoslowakei.
- 1954: Mit einem Putsch gegen Muhammad Nagib wird sein Stellvertreter Gamal Abdel Nasser Präsident der Republik Ägypten.

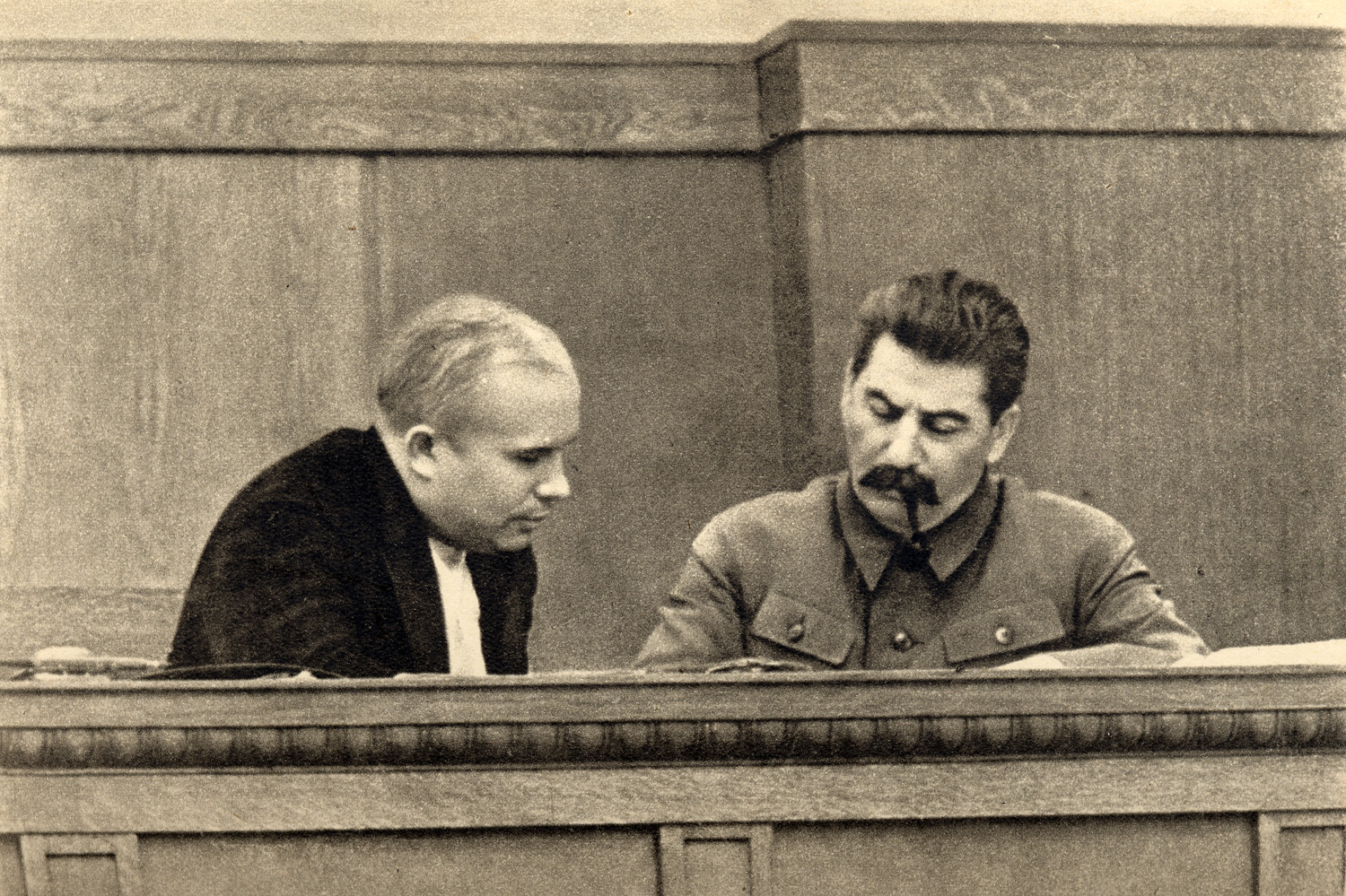
1956: Chruschtschow mit Stalin (1936)

- 1956: In seiner Geheimrede Über den Personenkult und seine Folgen auf dem XX. Parteitag der KPdSU rechnet Nikita Chruschtschow im Rahmen der Entstalinisierung mit dem Stalinismus ab, die Tauwetter-Periode beginnt.
- 1969: Am Jahrestag der kommunistischen Machtübernahme in der Tschechoslowakei zündet sich der Student Jan Zajíc aus Protest gegen die Niederschlagung des Prager Frühlings als „2. lebende Fackel“ nach Jan Palach auf dem Prager Wenzelsplatz selbst an. Er stirbt innerhalb weniger Minuten.
- 1972: Die deutsche Bundesregierung beendet durch Zahlung eines Lösegeldes von fünf Millionen US-Dollar die Flugzeugentführung eines Jumbo-Jets durch arabische Terroristen nach Aden (Südjemen).
- 1975: Mohammed Abdullah wird zum Regierungschef des Sonderrechte genießenden indischen Bundesstaates Jammu und Kaschmir ernannt.
- 1975: Das Bundesverfassungsgericht erklärt die beschlossene Fristenregelung zur Abtreibung im § 218 a StGB für verfassungswidrig.
- 1980: In Suriname wird durch den Sergeantencoup die Regierung gestürzt und die Macht von Militärs übernommen. Zu den Putschführern zählt Desi Bouterse.

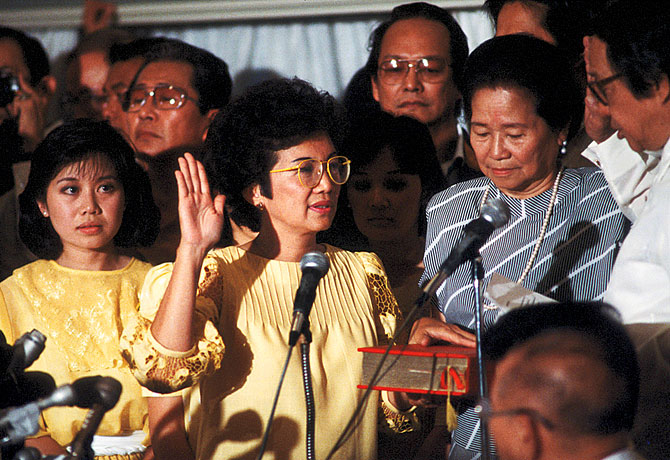
1986: Angelobung von Corazon Aquino

- 1986: Der philippinische Präsident Ferdinand Marcos flieht nach der friedlichen EDSA-Revolution ins Ausland. Corazon Aquino wird mit Unterstützung von Armeechef Fidel Ramos Präsidentin der Philippinen.
- 1990: Bei den Wahlen in Nicaragua siegt überraschend das antisandinistische Wahlbündnis Unión Nacional Opositora (UNO) mit 55,2 Prozent der Stimmen über die Sandinistas, die 40,8 % erhalten.
- 1992: In der Region Bergkarabach werden im Massaker von Chodschali mindestens 200 aserbaidschanische Zivilisten von armenischen Truppen ermordet.

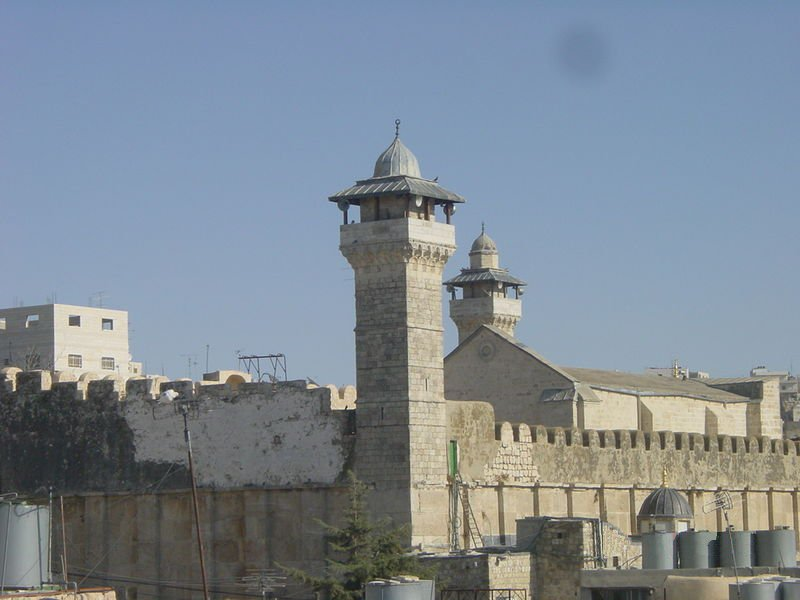
1994: Die Abraham-Moschee in Hebron

- 1994: Der israelische Offizier und Siedler Baruch Goldstein tötet beim Massaker in der Grotte der Patriarchen 29 Muslime, die gerade in der Machpela beten, und verletzt über 100 weitere. Anschließend wird er selbst getötet.
- 1996: Teodoro Obiang Nguema Mbasogo wird mit 97,85 % der Stimmen zum dritten Mal zum Präsidenten von Äquatorialguinea gewählt. Die Opposition hat die Wahlen boykottiert.
- 2001: Mit 17 Stimmen Vorsprung gewinnt Pedro Pires die Stichwahl der Präsidentschaftswahlen auf Kap Verde gegen Carlos Veiga und wird damit als Nachfolger von António Mascarenhas Monteiro Staatspräsident der Inselrepublik.

### Wirtschaft
- 1836: Samuel Colt erhält ein Patent auf seine Erfindung des Trommelrevolvers.

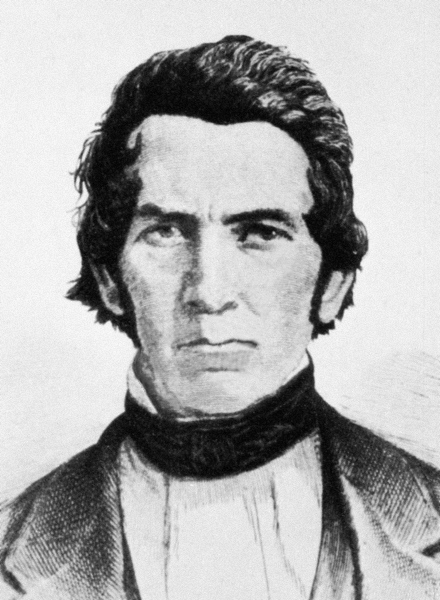
1837: Thomas Davenport

- 1837: Thomas Davenport erhält das weltweit erste Patent auf einen Elektromotor.

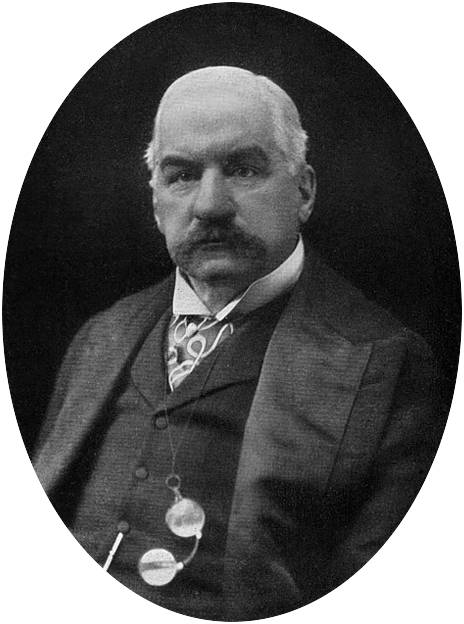
1901: J. P. Morgan

- 1901: J. P. Morgan gründet nach dem Zukauf des Stahlunternehmens von Andrew Carnegie gemeinsam mit Elbert H. Gary die United States Steel Corporation. Sie beherrscht im Gründungsjahr zwei Drittel des US-Stahlmarkts.
- 1920: Investoren aus Antwerpen gründen die belgische Erdölgesellschaft Petrofina.

### Wissenschaft und Technik
- 1784: Die erste Fahrt in einem Heißluftballon außerhalb Frankreichs unternehmen Paolo Andreani und die Brüder Agostino und Carlo Gerli. Sie starten in Moncucco bei Mailand. Die Nachricht über die erfolgreiche Auffahrt der Gebrüder Montgolfier in Frankreich hat sich Wochen zuvor auch in die Lombardei verbreitet.
- 1847: Die University of Iowa wird als erste Hochschule im US-Bundesstaat Iowa gegründet.
- 1974: Erstmals wird eine Autobahnanschlussstelle mit nur einer einzigen Kreuzung auf der Zubringerstraße in den USA fertiggestellt.
- 2013: Die ersten österreichischen Satelliten Tugsat-1 und UniBRITE werden vom Satish Dhawan Space Centre in die Erdumlaufbahn transportiert.

### Kultur
- 1696: Am Theater am Gänsemarkt in Hamburg erfolgt die Uraufführung des Trauerspiels Mahumet II. von Reinhard Keiser.

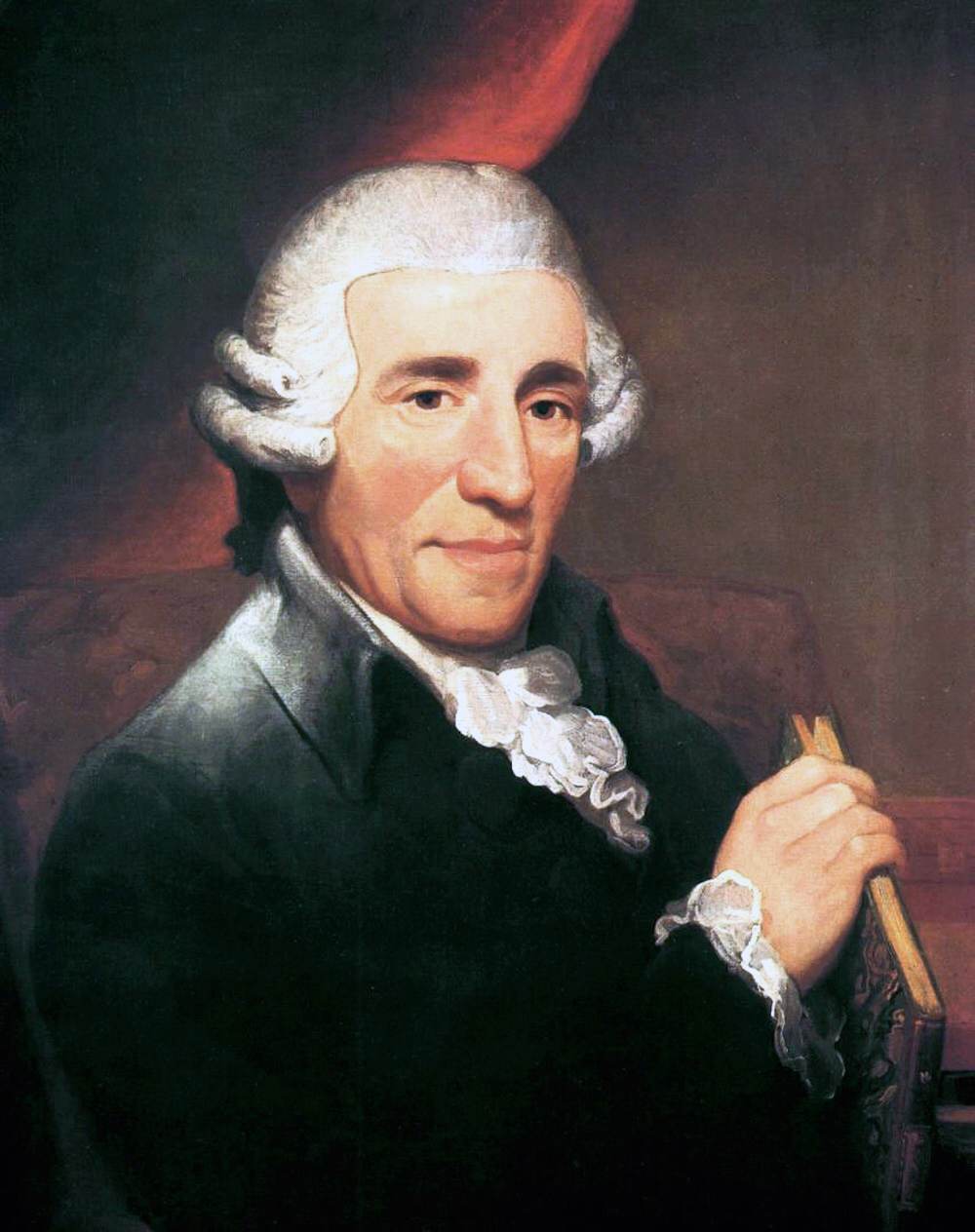
1781: Joseph Haydn

- 1781: Die Oper La fedeltà premiata (Die belohnte Treue) von Joseph Haydn wird in Schloss Esterházy uraufgeführt.
- 1830: Nach einer regelrechten „Schlacht um Hernani“, das uraufgeführte Drama Hernani von Victor Hugo in der Comédie-Française, wird die Französische Klassik durch die modernere Romantik abgelöst.
- 1881: An der Hofoper in Sankt Petersburg erfolgt die Uraufführung der Oper Die Jungfrau von Orléans von Pjotr Iljitsch Tschaikowski.
- 1888: Am Théâtre de la Monnaie in Brüssel wird die Oper Jocelyn  von Benjamin Godard uraufgeführt.

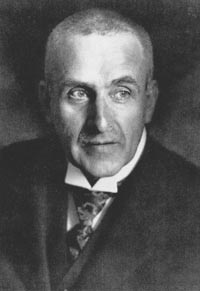
1898: Frank Wedekind

- 1898: Im Krystallpalast in Leipzig findet die Uraufführung des Theaterstücks Erdgeist von Frank Wedekind statt, wobei der Autor selbst als Dr. Schön auf der Bühne steht.
- 1953: Das Musical Wonderful Town von Leonard Bernstein wird in New York uraufgeführt.
- 1953: In Frankreich hat der Film Les Vacances de Monsieur Hulot von Jacques Tati Premiere.
- 1995: In Los Angeles werden erstmals die Screen Actors Guild Awards vergeben.
- 2004: Der Spielfilm Die Passion Christi von Mel Gibson wird in nordamerikanischen Kinos erstmals aufgeführt und zu einem umstrittenen Publikumserfolg. Kritiker werfen dem Film Antisemitismus und Gewaltverherrlichung vor.

### Gesellschaft
- 1922: In Versailles wird der wegen elffachen Mordes verurteilte Serienmörder Henri Désiré Landru hingerichtet.

### Religion

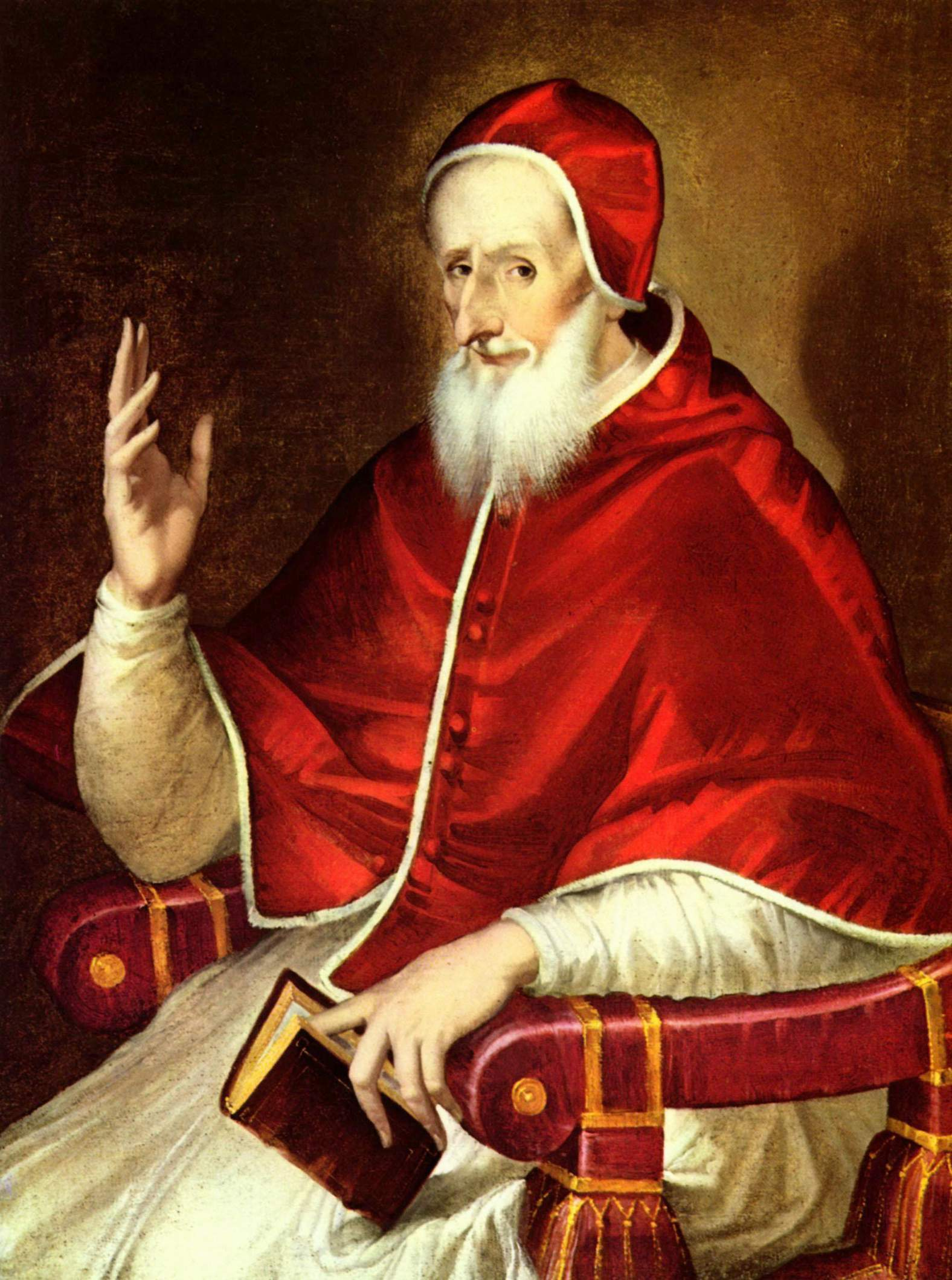
1570: Pius V.

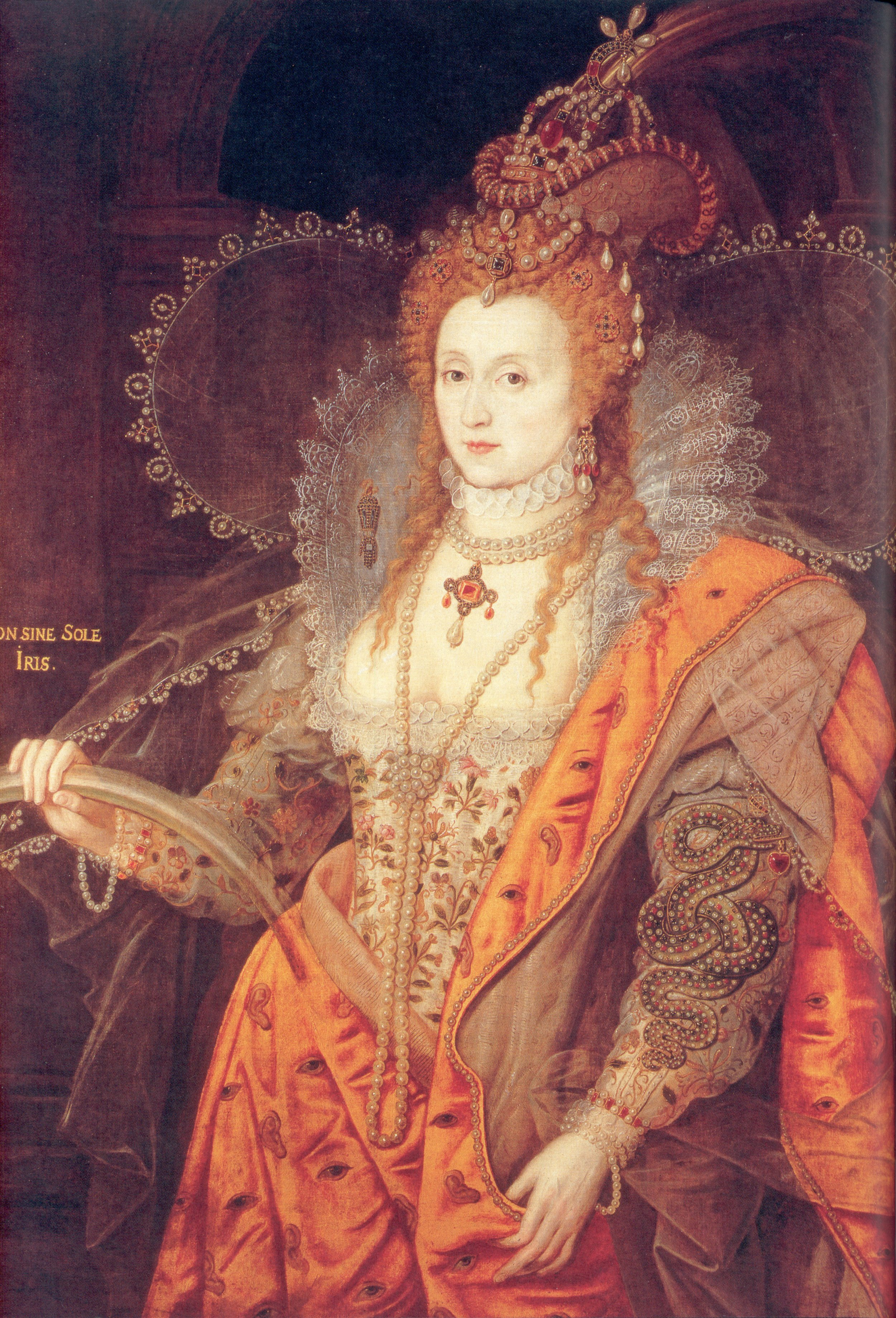
1570: Elisabeth I.

- 1570: Mit der Bulle Regnans in Excelsis exkommuniziert Papst Pius V. Königin Elizabeth I. von England, weil sie die Anglikanische Lehre zum Gesetz erhoben hat. Das führt zu zunehmender Verfolgung von Katholiken in England.

### Katastrophen
- 1917: Der britische Ozeandampfer Laconia wird an der südirischen Küste ohne Vorwarnung von einem deutschen U-Boot versenkt, zwölf Menschen sterben. Der Tod zweier US-Amerikanerinnen sorgt für politische Spannungen.

Kleinere Unglücksfälle sind in den Unterartikeln von Katastrophe und in der Liste von Katastrophen aufgeführt.

### Sport
- 1907: Der Wiener Cyclistenclub und die Wiener Sportvereinigung fusionieren zum Wiener Sport-Club.
- 1951: Der argentinische Staatspräsident Juan Perón und seine Frau Eva eröffnen die I. Panamerikanischen Spiele in Buenos Aires.

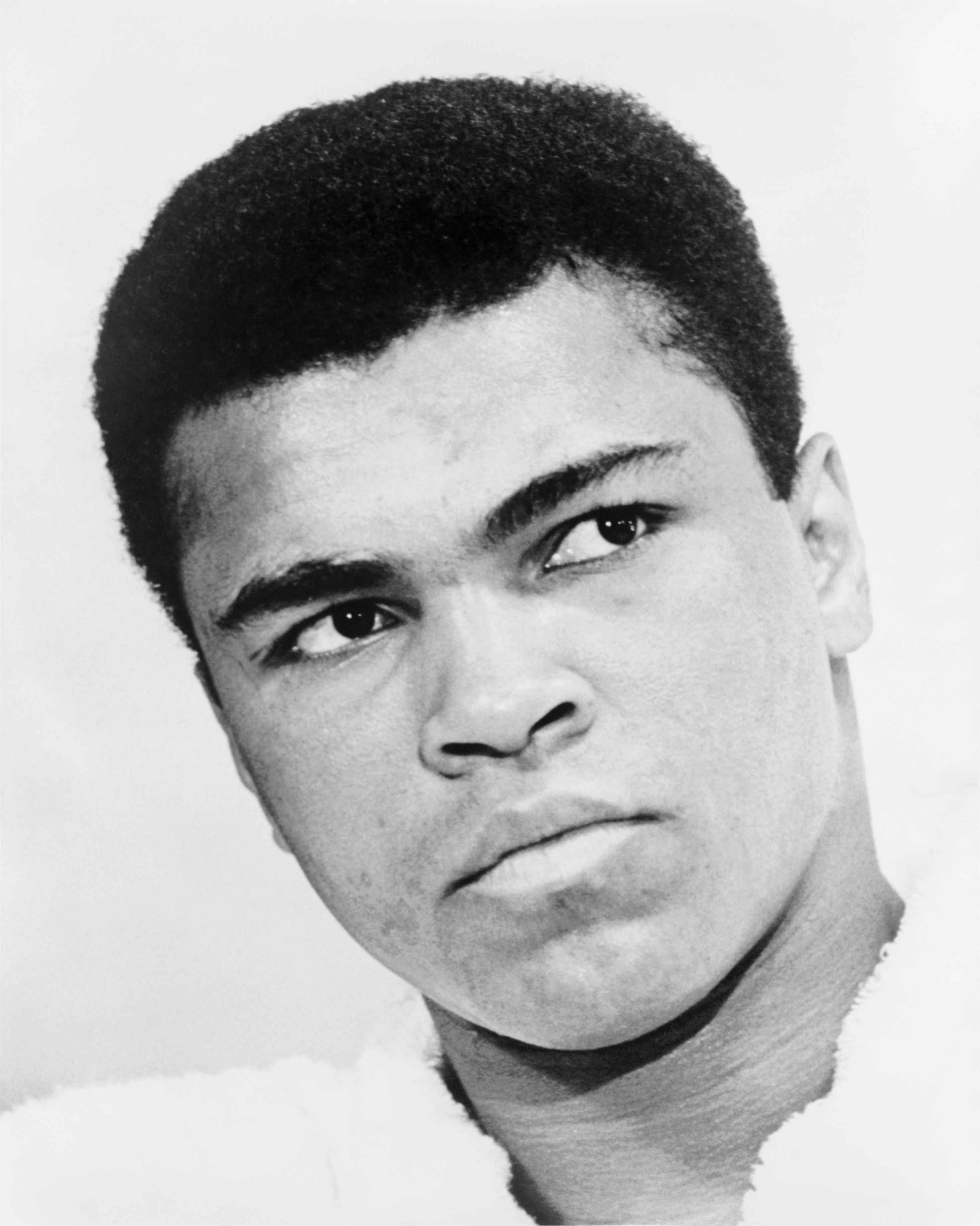
1964: Muhammad Ali

- 1964: Mit dem Sieg über Sonny Liston wird Cassius Clay, der im selben Jahr den Namen Muhammad Ali annimmt, erstmals Schwergewichtsweltmeister im Boxen.
- 1989: Mike Tyson gewinnt den Boxkampf gegen Frank Bruno im Hilton Hotel, Las Vegas, durch technischen K. o. und damit den Weltmeistertitel im Schwergewicht.
- 1994: Die ukrainische Eiskunstläuferin Oksana Bajul gewinnt bei den XVII. Olympischen Winterspielen in Lillehammer die erste Goldmedaille für die unabhängige Ukraine.
- 2001: Bei den Nordischen Skiweltmeisterschaften in Lahti erringt der für Spanien startende Johann Mühlegg die Goldmedaille im 50 km Freistil.
- 2006: Der deutsche Biathlet Michael Greis gewinnt bei den XX. Olympischen Winterspielen in Turin im Massenstartrennen über 15 Kilometer seine dritte Goldmedaille.
- 2018: In Südkorea klingen die Olympischen Winterspiele mit der traditionellen Abschlussfeier aus. Deutschlands Sportler platzieren sich mit 31 gewonnenen Medaillen auf Platz zwei der Nationenwertung hinter Norwegen (39 Medaillen).

Einträge von Leichtathletik-Weltrekorden befinden sich unter der jeweiligen Disziplin unter Leichtathletik.

## Geboren

### Vor dem 18. Jahrhundert
- 1237: Wichard von Pohlheim, 40. Bischof von Passau
- 1337: Wenzel I., Herzog von Luxemburg
- 1341: Ludwig von Meißen, Fürstbischof von Halberstadt und Bamberg, Kurfürst-Erzbischof von Mainz und Erzbischof von Magdeburg
- 1399: Xuande, chinesischer Kaiser der Ming-Dynastie
- 1415: Rennyo, japanischer buddhistischer Lehrmeister
- 1475: Edward Plantagenet, 17. Earl of Warwick, Neffe der beiden letzten englischen Könige aus dem Haus York
- 1502: Alfonso d’Avalos, italienischer Fürst, Herr von Ischia und Procida

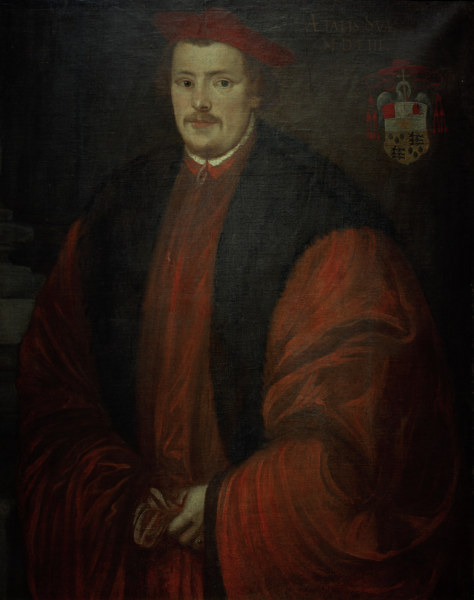
Otto von Waldburg (* 1514)

- 1514: Otto von Waldburg, Bischof von Augsburg und Kardinal
- 1550: Daniel Sudermann, deutscher Theologe und Kirchenlieddichter
- 1552: Magdalena zur Lippe, Landgräfin von Hessen-Darmstadt
- 1585: Johannes Ardüser, Schweizer Mathematiker und Festungsingenieur
- 1591: Friedrich Spee, deutscher Theologe und Lyriker
- 1607: Agostino Beltrano, italienischer Maler
- 1622: Christian Ludwig, Herzog von Braunschweig-Lüneburg
- 1628: Giulio Broggio, Architekt und Baumeister italienischer oder Schweizer Herkunft
- 1629: Franz Erdmann, Herzog von Sachsen-Lauenburg und kaiserlicher Generalfeldmarschall
- 1635: Walrad, Graf bzw. Fürst von Nassau-Usingen
- 1644: Erdmuthe Sophie von Sachsen, Markgräfin von Brandenburg-Bayreuth, Kirchenlieddichterin, Schriftstellerin und Historikerin
- 1651: Quirinus Kuhlmann, deutscher Schriftsteller und Mystiker
- 1655: Carel de Moor, niederländischen Porträtmaler
- 1668: Gottlieb Wernsdorf der Ältere, deutscher lutherischer Theologe und Historiker
- 1670: Maria Margaretha Kirch, deutsche Astronomin
- 1671: Nicolaus Hieronymus Gundling, deutscher Gelehrter, Historiker, Jurist
- 1675: Johann Erhard Straßburger, deutscher Architekt des Barocks und Gothaischer Oberlandbaumeister
- 1675: William Tailer, englischer Kolonialbeamter und Gouverneur der Province of Massachusetts Bay
- 1682: Giovanni Battista Morgagni, italienischer Forscher
- 1684: Matthias Bernhard Braun, böhmischer Bildhauer

### 18. Jahrhundert
- 1707: Carlo Goldoni, italienischer Komödiendichter
- 1708: Felix Benda, böhmischer Komponist
- 1708: Jane Colman Turell, neuenglische Dichterin
- 1714: René-Nicolas-Charles-Augustin de Maupeou, Kanzler von Frankreich
- 1725: Karl Wilhelm Ramler, deutscher Dichter und Denker, Philosoph
- 1726: Wilhelmine von Hessen-Kassel, hessische Prinzessin, Ehefrau des Prinzen Heinrich von Preußen
- 1727: Armand-Louis Couperin, französischer Komponist und Organist
- 1727: Charles Eugène Gabriel de La Croix de Castries, französischer Minister, Marschall von Frankreich
- 1728: John Wood der Jüngere, englischer Baumeister

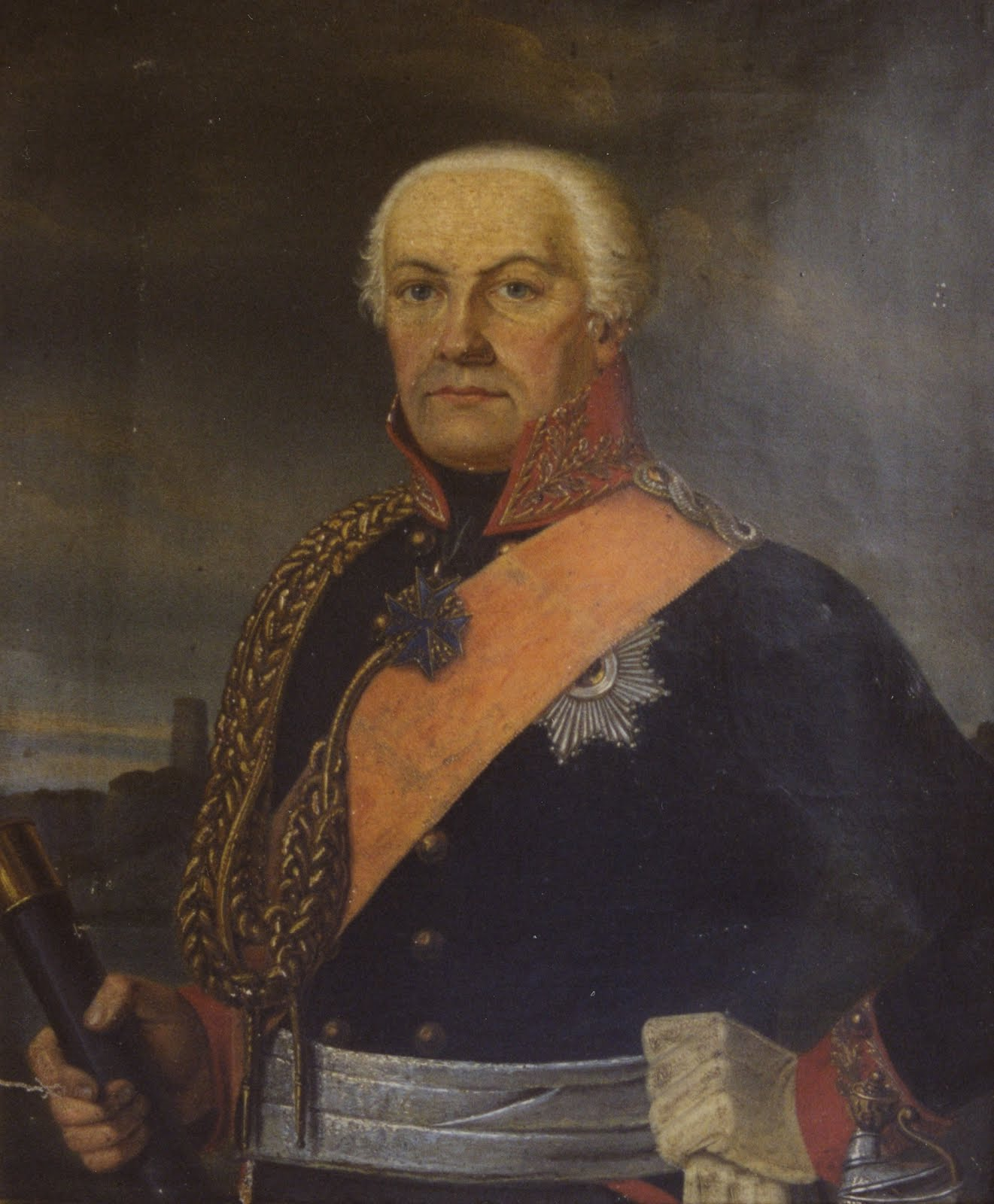
Wilhelm René de l’Homme de Courbière (* 1733)

- 1733: Wilhelm René de l’Homme de Courbière, preußischer Generalfeldmarschall französischer Herkunft, Generalgouverneur von Westpreußen
- 1735: Ernst Wilhelm Wolf, deutscher Konzertmeister und Komponist
- 1744: William Cornwallis, britischer Admiral
- 1748: Wilhelm Ludwig von Sydow, preußischer Beamter und Politiker
- 1749: Jeanbon St. André, französischer Präfekt zur Zeit der Revolutionskriege
- 1752: John Graves Simcoe, britischer Vizegouverneur von Oberkanada (Upper Canada)
- 1764: Karl Gustav Brinckmann, schwedischer Diplomat und deutscher Dichter
- 1766: George Jones, US-amerikanischer Politiker, Bürgermeister von Savannah
- 1768: Friedrich von Adelung, deutscher Jurist und Philosoph
- 1770: Adam Simons, niederländischer reformierter Theologe, Dichter, Rhetoriker und Historiker
- 1771: Johan Henrik Schrøter, färöischer Pfarrer
- 1775: Carl von Baerensprung, preußischer Beamter
- 1778: José de San Martín, argentinischer General und Revolutionär
- 1790: Juan Álvarez Mendizábal, spanischer Politiker und Ministerpräsident Spaniens
- 1796: Johannes Bernhard Diepenbrock, deutscher Theologe und Historiker
- 1797ː Maria Abdy, englische Dichterin
- 1797: Johann Wilhelm Neumann, deutscher Jurist, Kommunalpolitiker und Historiker

### 19. Jahrhundert

#### 1801–1850

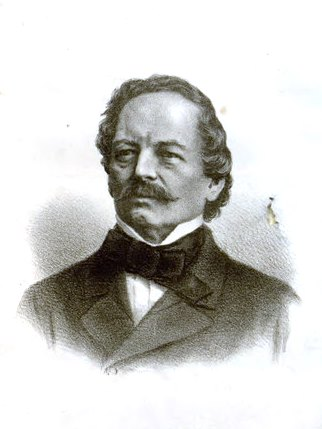
Friedrich Welwitsch (* 1806)

- 1806: Friedrich Welwitsch, österreichischer Afrikaforscher und Botaniker
- 1816: Giovanni Morelli, italienischer Abgeordneter, Senator, Arzt und Kunsthistoriker
- 1819: Peter Friedhofen, deutscher Schornsteinfeger und Ordensgründer (Barmherzige Brüder von Maria Hilf)
- 1822: Wilhelm Amberg, deutscher Genremaler
- 1822: Lew Alexandrowitsch Mei, russischer Dichter
- 1825: Emma Mampe-Babnigg, österreichische Opernsängerin (Sopran) und Gesangspädagogin
- 1829: Anton von Scholz, deutscher Theologe
- 1832: Karl Bartsch, deutscher Philologe und Gründer des ersten Germanistischen Instituts in Deutschland
- 1832: Maximilian Schmidt, bayerischer Heimatschriftsteller
- 1835: Christoph Theodor Aeby, deutscher Anthropologe
- 1836: Pauline von Metternich, begründete einen literarischen Salon in Wien
- 1837: Friedrich Reinecke, deutscher Fotograf
- 1840: Otto Liebmann, deutscher Philosoph
- 1841: Pierre-Auguste Renoir, französischer Maler des Impressionismus

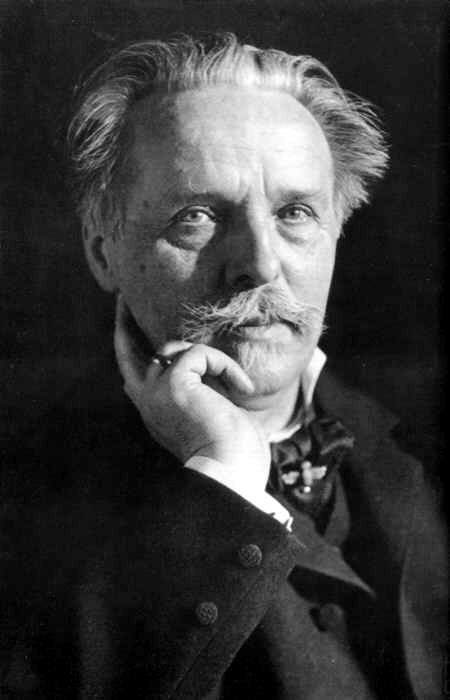
Karl May (* 1842)

- 1842: Karl May, deutscher Schriftsteller vorwiegend von Abenteuerromanen (Auflage von ca. 200 Millionen Exemplaren)
- 1843: Karl Gussow, deutscher Maler
- 1844: Jindřich Kafka, tschechischer Komponist
- 1844: Philipp Remelé, deutscher Fotograf
- 1845: Albert Detto, deutscher Lehrer und Mitglied des Deutschen Reichstags
- 1845: George Reid, australischer Politiker und Premierminister
- 1846: Ange Flégier, französischer Komponist, Musikkritiker, Maler und Schriftsteller
- 1848: Wilhelm II., König von Württemberg
- 1849: Erich Zweigert, deutscher Politiker
- 1850: Alexandre Georges, französischer Organist, Musikpädagoge und Komponist

#### 1851–1900
- 1853: Karl von Weizsäcker, deutscher Politiker, Ministerpräsident
- 1855: Tsuda Sanzō, japanischer Polizist der ein Attentat auf den späteren Zaren Nikolaus II. verübte
- 1856: Alfred Biese, deutscher Literaturhistoriker
- 1856: Karl Lamprecht, deutscher Historiker und Hochschullehrer
- 1856: Miguel Oquelí Bustillo, honduranischer Politiker und Vorsitzender der Regierungsjunta von 1907

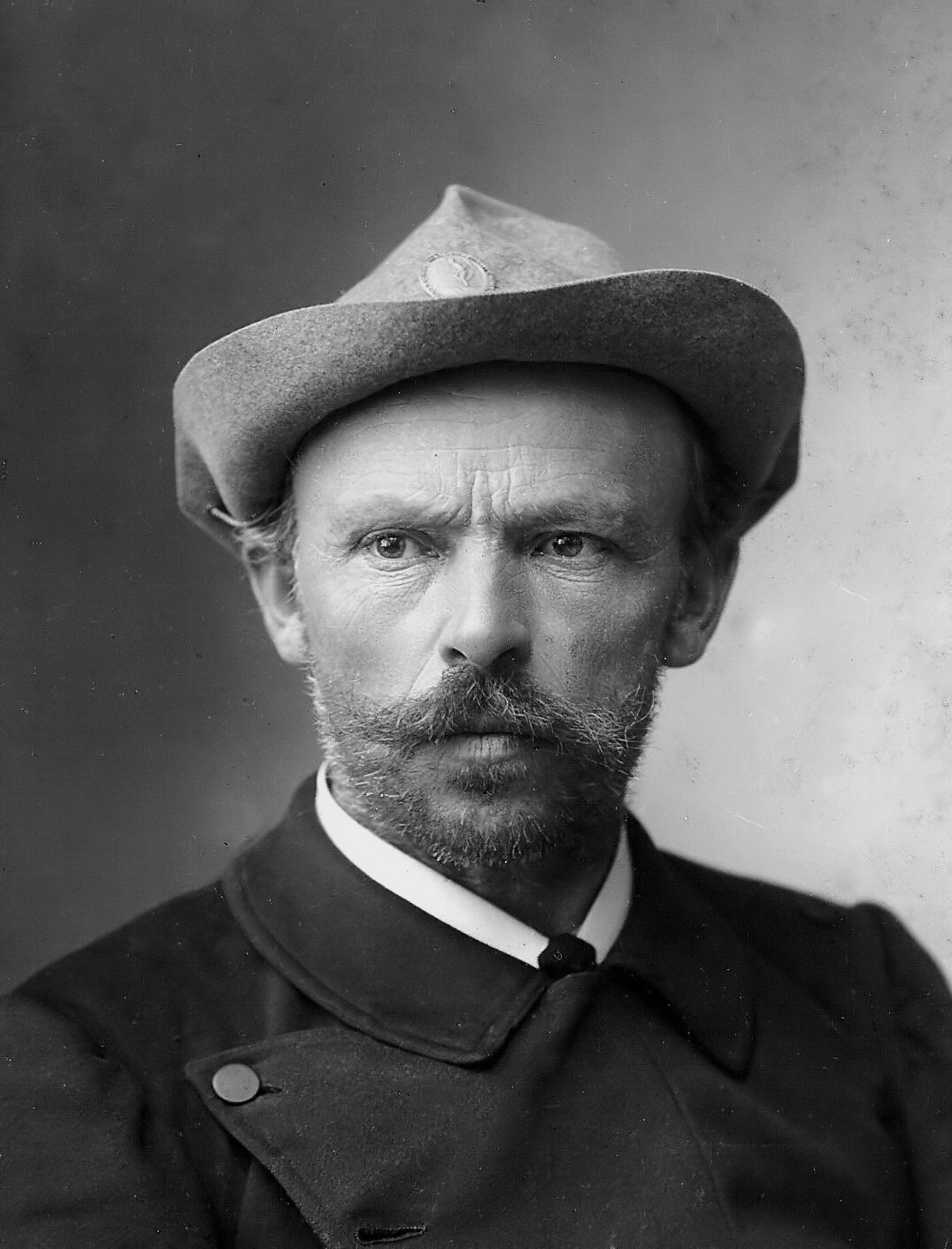
Mathias Zdarsky (* 1856)

- 1856: Mathias Zdarsky, österreichischer Skipionier
- 1859: Leonid Konstantinowitsch Artamonow, russischer Ingenieur, Forschungsreisender und Offizier
- 1859: John Burke, US-amerikanischer Politiker
- 1860: Richard Muther, deutscher Kunsthistoriker
- 1860: Thomas Robertson-Aikman, britischer Oberstleutnant und Curler
- 1861: Santiago Rusiñol, katalanischer Maler, Schriftsteller, Journalist und Theaterautor
- 1863: Hans Bielenstein, deutsch-baltischer Geistlicher und Schriftsteller, evangelischer Märtyrer
- 1863: Karl Koller, Schweizer reformierter Geistlicher, Unternehmer und freisinniger Politiker
- 1863: Broncia Koller-Pinell, österreichische Malerin der Wiener Moderne
- 1864: Alfred Schultze, deutscher Rechtswissenschaftler und Rechtshistoriker
- 1865: Andranik Ozanian, armenischer Widerstandskämpfer
- 1866: Benedetto Croce, italienischer Philosoph, Humanist, Historiker, Politiker und Kritiker
- 1866: Heinrich Kühn, österreichischer Fotograf
- 1867: Rudolf Tarnow, plattdeutscher Schriftsteller
- 1868: Josef Albisser, Schweizer Jurist und Politiker (SP)
- 1868: Erwin Baum, deutscher Politiker, Ministerpräsident von Thüringen
- 1868: Anthony Johannes Blok, niederländischer Strafrechtler
- 1870: Jan Sterringa, niederländischer Theosoph und Anarchist
- 1871: Oliver Campbell, US-amerikanischer Tennisspieler

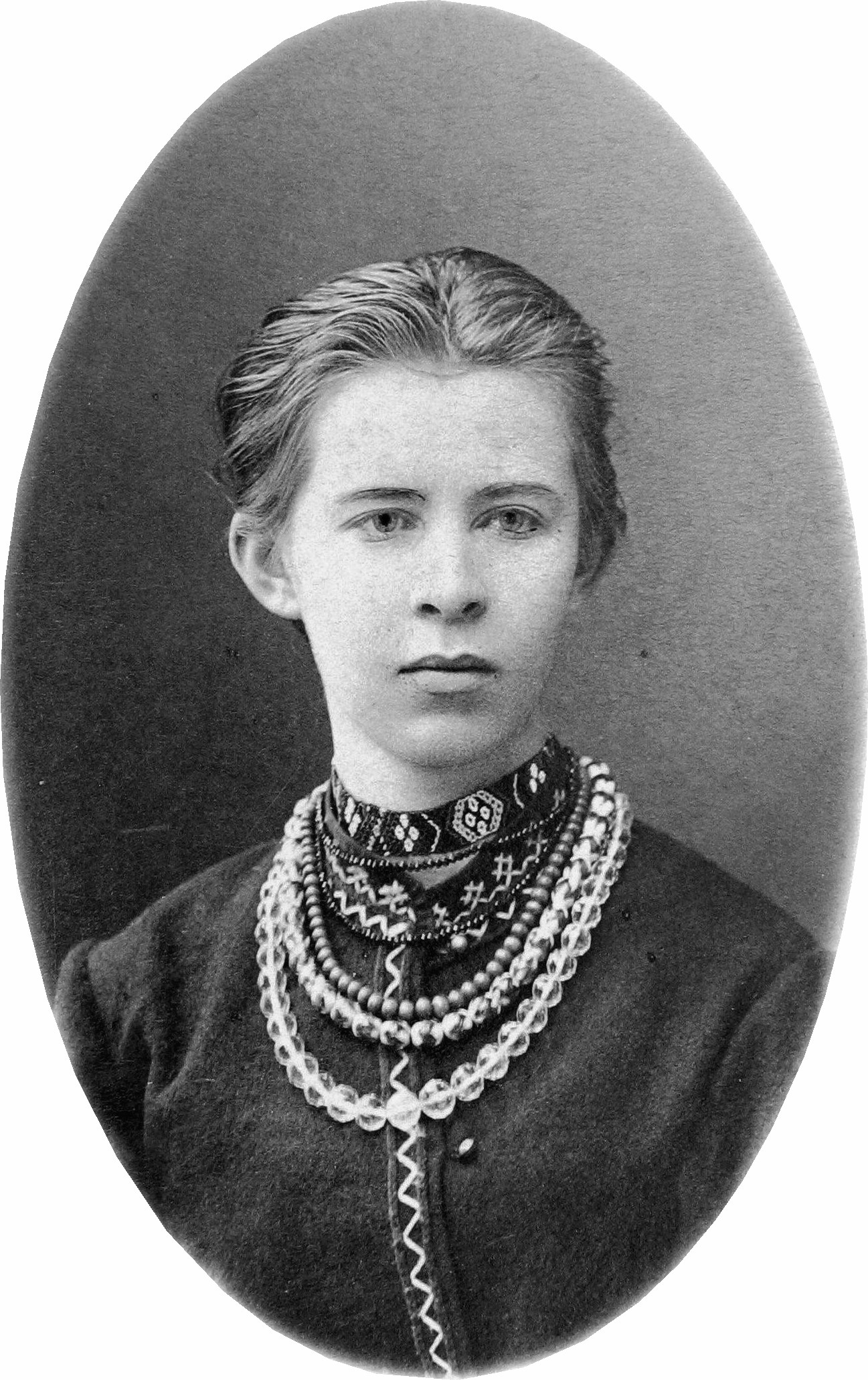
Lessja Ukrajinka (* 1871)

- 1871: Lessja Ukrajinka, ukrainische Dichterin, Dramaturgin und Übersetzerin
- 1873: Enrico Caruso, italienischer Opernsänger
- 1873: Vinzenz Muchitsch, österreichischer Politiker
- 1874: Josef Saier, deutscher Pfarrer, Regisseur und Autor
- 1875: Karl August Nerger, deutscher Fregattenkapitän und Träger des Ordens Pour-le-Mérite
- 1876: Philip Graves, britischer Journalist
- 1877: Erich Moritz von Hornbostel, österreichischer Musikethnologe
- 1878: Hans Ryffel, Schweizer Beamter
- 1879: Otakar Ostrčil, tschechischer Komponist
- 1881: Alexei Iwanowitsch Rykow, sowjetischer Politiker
- 1882: Roméo Beaudry, kanadischer Komponist, Musikkritiker, -produzent und -verleger
- 1882: B. Traven, englischer deutschsprachiger Schriftsteller
- 1883: Johanna Magerfleisch, deutsche Malerin
- 1883: Heinrich Siebenhaar, deutscher Kunstturner
- 1884: Abraham Aguilera Bravo, chilenischer Ordenspriester und Bischof
- 1884: Else Feldmann, österreichische Schriftstellerin und Journalistin, Opfer der Shoa
- 1884: Franz Josef Heinz, Führer der Freien Bauernschaft, Gründer des „Pfälzischen Corps“

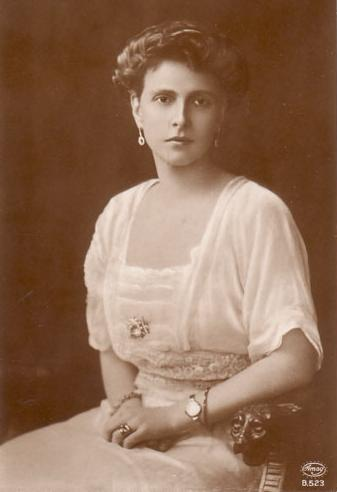
Alice von Battenberg (* 1885)

- 1885: Alice von Battenberg, Schwiegermutter von Königin Elisabeth II.
- 1886: Hans Walter Imhoff, Schweizer Fußballspieler
- 1887: Ewald Mataré, deutscher Maler und Bildhauer

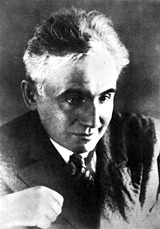
Les Kurbas (* 1887)

- 1887: Les Kurbas, ukrainischer Bühnen- und Filmregisseur, Pädagoge, Theoretiker, Übersetzer und Schauspieler
- 1888: John Foster Dulles, US-amerikanischer Politiker
- 1888: Heinrich Kemper, deutscher Politiker, MdB
- 1888: Marc-César Scotto, französisch-monegassischer Pianist, Dirigent und Komponist
- 1890: Myra Hess, britische Pianistin
- 1891: Pieter Adrianus Kooijman, niederländischer Autor und Anarchist
- 1891: Alfredo Marceneiro, portugiesischer Fado-Sänger
- 1892: Karl Lugmayer, österreichischer Volksbildner, Philosoph und Politiker
- 1892: Nikolai Andrejewitsch Orlow, russisch-britischer Pianist und Musikpädagoge
- 1892: Léon Saint-Paul, französischer Autorennfahrer

- 1894: Meher Baba, indischer Guru

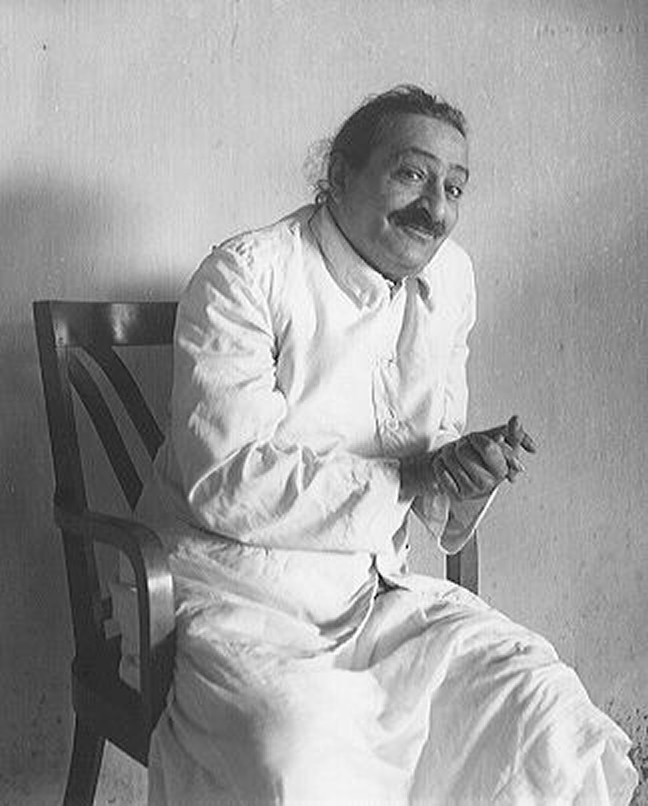
Meher Baba (* 1894)

- 1894: Ernst Friedrich, anarchistischer Pazifist
- 1894: Theodor Klauser, deutscher katholischer Kirchenhistoriker und Archäologe
- 1895: Reinhold Bicher, deutscher Künstler und Grafiker
- 1895: Henri Martelli, französischer Komponist
- 1895: Werner Zech, deutscher General
- 1896: Arthur Adolph, deutscher Kommunalbeamter und Politiker, MdR
- 1896: Heinrich Gontermann, deutscher Jagdflieger im Ersten Weltkrieg
- 1896: Ida Noddack, deutsche Chemikerin
- 1897: Wilhelm Hammann, deutscher Pädagoge, Widerstandskämpfer
- 1897: Wilhelm Goldmann, deutscher Verleger
- 1898: William Astbury, englischer Physiker und Molekularbiologe
- 1898: Camille Bernard, kanadische Sängerin, Lehrerin und Schauspielerin
- 1898: Dorothy Howell, englische Komponistin und Pianistin
- 1899: Bernadette Cattanéo, französische Kommunistin und Feministin
- 1899: Willi Henkelmann, deutscher Motorradrennfahrer
- 1899: Henry Hensche, US-amerikanischer Maler
- 1900: Alois Hundhammer, deutscher Minister
- 1900: Gisela Kurzweil, österreichisches Holocaustopfer

### 20. Jahrhundert

#### 1901–1925
- 1901: Jan Broekhuis, niederländischer Komponist

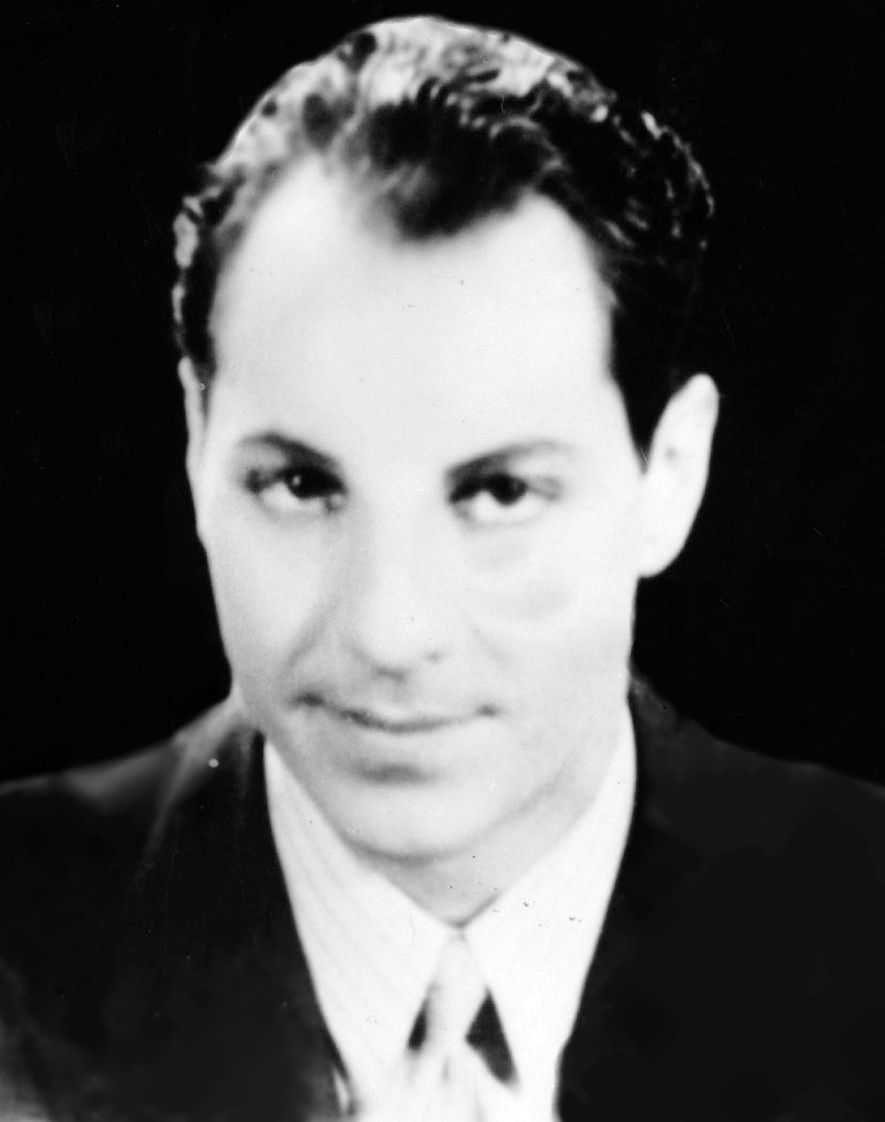
Zeppo Marx (* 1901)

- 1901: Zeppo Marx, US-amerikanischer Schauspieler
- 1901: Julia Menz, deutsche Pianistin, Cembalistin und Reiseschriftstellerin
- 1902: Hanns Geier, deutscher Automobilrennfahrer
- 1902: Virginio Rosetta, italienischer Fußballspieler, Weltmeister
- 1903: Iwan Pawlowitsch Bratuchin, sowjetischer Hubschrauberkonstrukteur
- 1903: Gerhard Schrader, deutscher Chemiker
- 1904: Scipione eigentlich Gino Bonichi, italienischer Maler und Schriftsteller
- 1905: Albert Ganzenmüller, deutscher Staatssekretär (NSDAP)
- 1905: Harald Lander, dänischer Balletttänzer und Choreograph
- 1905: Pawlo Wirskyj, ukrainischer Tänzer und Choreograf
- 1905: Perry Miller, US-amerikanischer Geschichts- und Literaturwissenschaftler
- 1906: Helene Jacobs, deutsche Widerstandskämpferin gegen den Nationalsozialismus
- 1906: Boris Papandopulo, kroatischer Komponist und Dirigent
- 1907: Mary Chase, US-amerikanische Schriftstellerin
- 1907: Giuseppe Paupini, Kardinal
- 1908: Karl-Heinz Stroux, deutscher Regisseur
- 1909: Anton Anderl, österreichischer Politiker
- 1909: Lew Andrejewitsch Arzimowitsch, sowjetischer Physiker
- 1909: Ernst Erich Noth, US-amerikanischer Literaturwissenschaftler und Schriftsteller

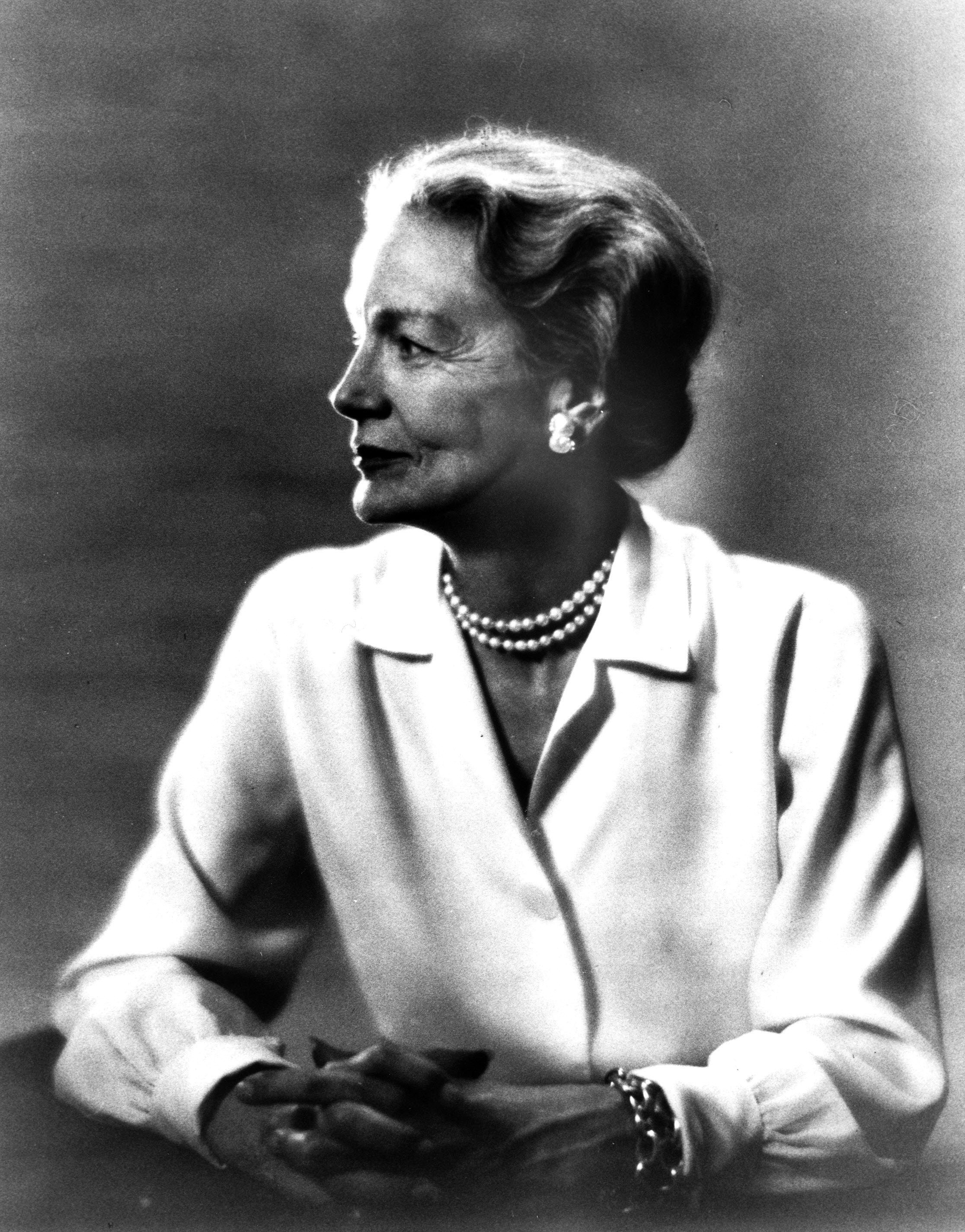
Millicent Fenwick (* 1910)

- 1910: Millicent Fenwick, US-amerikanische Politikerin
- 1910: Dominique Gauthier, kanadischer Arzt und Folkloreforscher
- 1911: Karl Haager, deutscher Richter des Bundesverfassungsgerichts
- 1911: Kurt Ziesel, österreichischer Journalist
- 1912: Eugen Kipp junior, deutscher Fußballspieler
- 1913: Habib Achour, tunesischer Gewerkschafter
- 1913: Les Bury, australischer Politiker
- 1913: Gert Fröbe, deutscher Schauspieler
- 1913: Hans Gaugler, Schweizer Schauspieler und Theaterregisseur
- 1913: Stephan László, österreichischer Priester, Bischof von Eisenstadt
- 1913: Victor-Emanuel Preusker, deutscher Politiker und Bankier
- 1914: Hans Kuschke, deutscher Ruderer
- 1914: Rolf Yelseth, südafrikanischer Turner
- 1915: Friedrich-Wilhelm Heel, deutscher Brigadegeneral
- 1915: Zero Mostel, US-amerikanischer Schauspieler
- 1916: Reinhard Bendix, US-amerikanischer Soziologe deutscher Herkunft
- 1917: Anthony Burgess, britischer Schriftsteller
- 1918: Barney Ewell, US-amerikanischer Leichtathlet und Olympiasieger
- 1918: Bobby Riggs, US-amerikanischer Tennisspieler
- 1919: Hans Fleischer, deutscher Automobilkonstrukteur und Fahrzeugdesigner
- 1920: Sun Myung Moon, Gründer und Oberhaupt der Vereinigungskirche
- 1921: Rolf Appel, deutscher Chemiker
- 1923: John Anderberg, schwedischer Fußballspieler
- 1923: André Asselin, kanadischer Pianist und Komponist
- 1923: Kurt Blecha, deutscher SED-Funktionär
- 1925: Johannes Agnoli, deutscher Politikwissenschaftler und Philosoph

#### 1926–1950

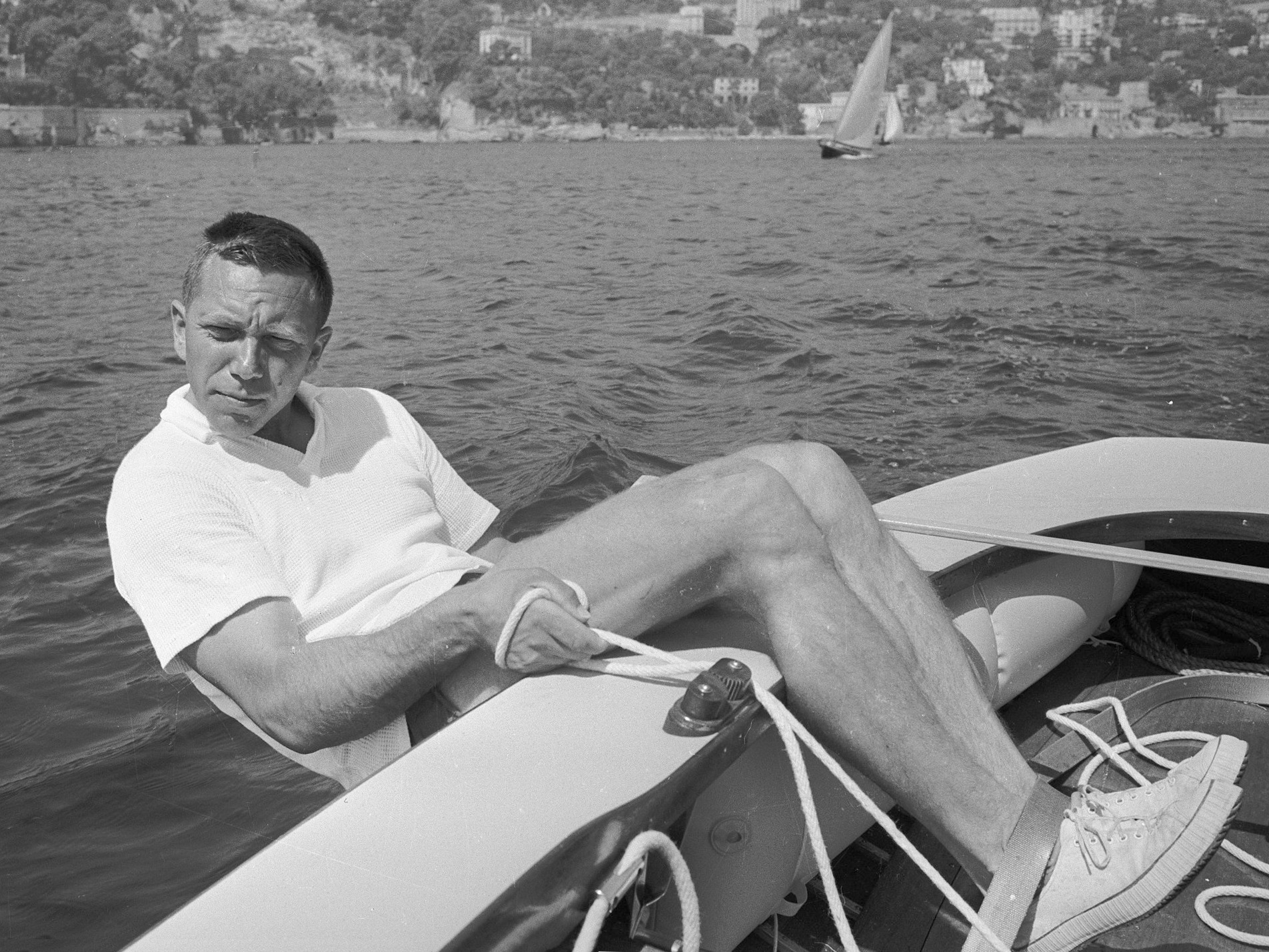
Paul Elvstrøm (* 1928)

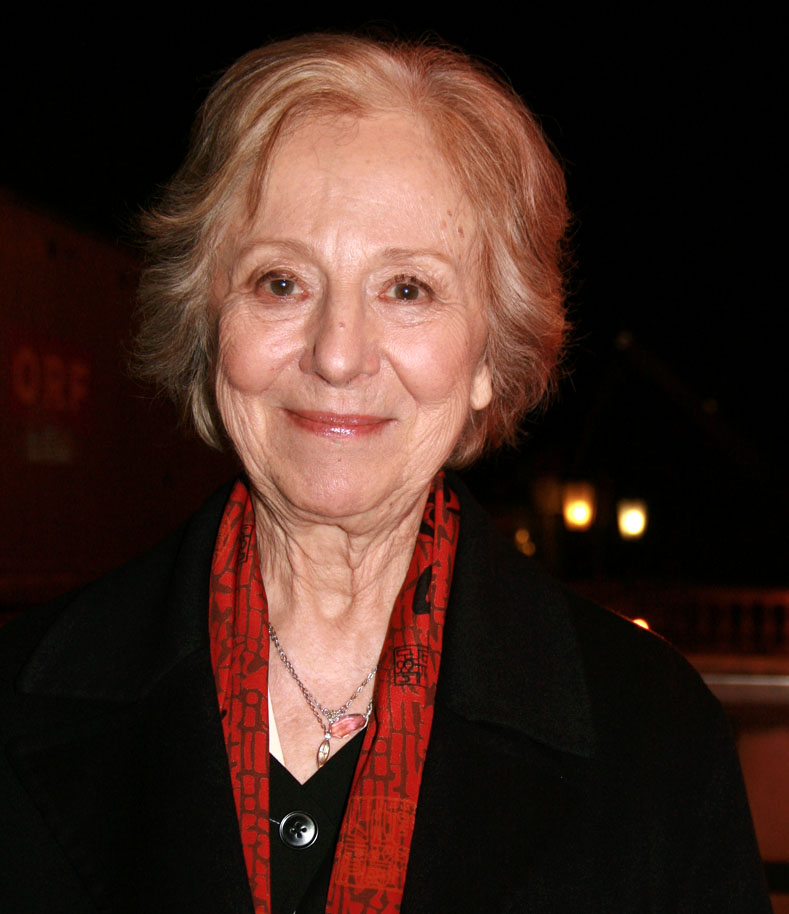
Bibiana Zeller (* 1928)

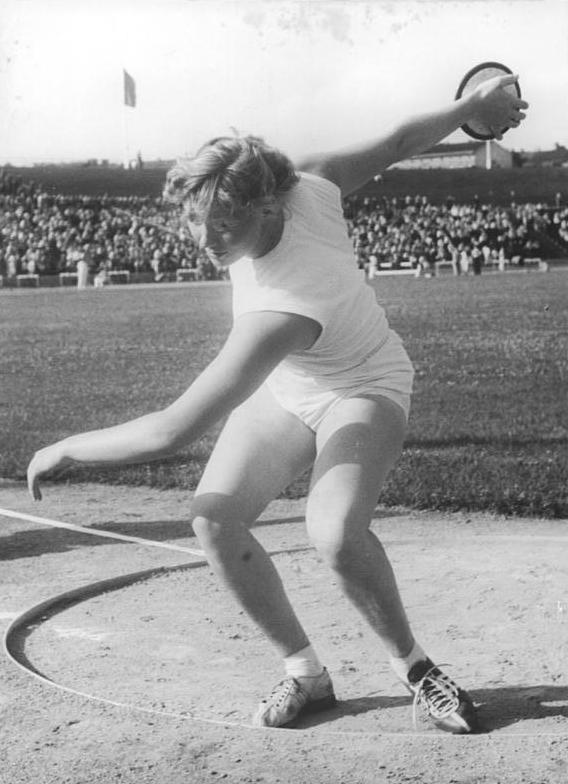
Doris Müller (* 1935)

- 1926: Dora Bruder, französisches Opfer des Holocaust
- 1927: Dieter Ertel, deutscher Journalist und Redakteur
- 1927: Herbert Jacob, deutscher Professor
- 1927: Ernst Ludwig, deutscher Jurist und Politiker
- 1927: Jacques-Louis Monod, amerikanischer Komponist, Dirigent und Musiktheoretiker französischer Herkunft
- 1928: Paul Elvstrøm, dänischer Segler
- 1928: Larry Gelbart, US-amerikanischer Drehbuchautor
- 1928: Heinrich Jaenecke, deutscher Journalist, Publizist und Historiker
- 1928: Klaus Traube, deutscher Manager und Umweltforscher
- 1928: Bibiana Zeller, österreichische Schauspielerin
- 1929: Harry Pfeifer, deutscher Physiker
- 1930: Erica Pedretti, Schweizer Schriftstellerin, Objektkünstlerin und Malerin
- 1930: Masao Yamakawa, japanischer Schriftsteller
- 1931: Ernest Gondzik, polnischer Ringer
- 1932: Hans Apel, deutscher Politiker
- 1932: Tony Brooks, britischer Formel-1-Rennfahrer
- 1932: Faron Young, US-amerikanischer Country-Sänger
- 1933: Ingmar Zeisberg, deutsche Schauspielerin
- 1934: Bernard Bresslaw, britischer Schauspieler
- 1934: Douglas Brinham, kanadischer Basketballspieler
- 1934: Christine Gloger, deutsche Schauspielerin
- 1934: Judith Stamm, Schweizer Politikerin
- 1934: John Wimber, Gründer der Vineyard-Bewegung
- 1935: Eugen Gerritz, deutscher Politiker
- 1935: Wolfgang Hinze, deutscher Schauspieler und Regisseur
- 1935: Doris Müller, deutsche Leichtathletin
- 1936: Rolf Lyssy, Schweizer Filmemacher

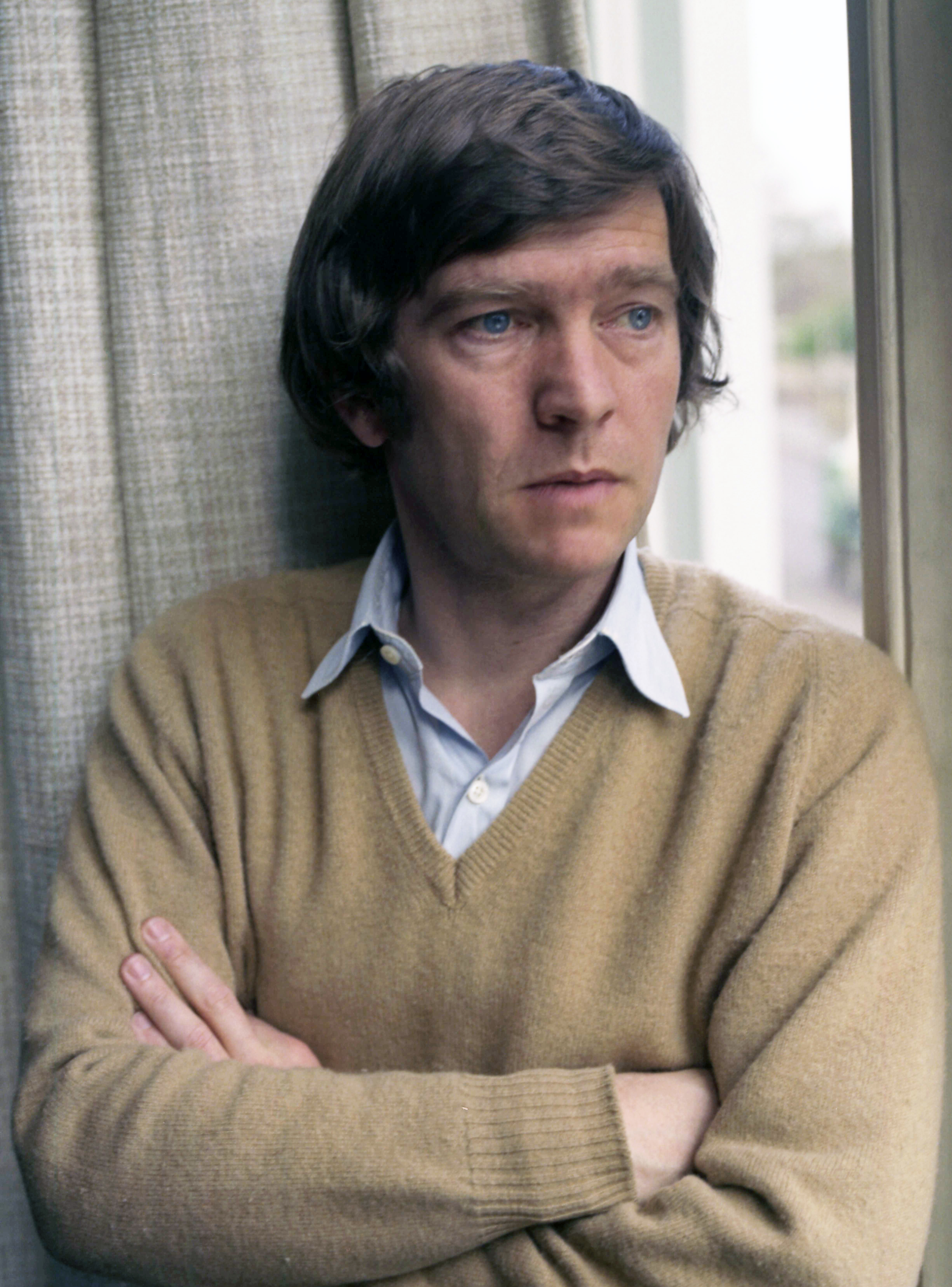
Tom Courtenay (* 1937)

- 1937: Tom Courtenay, englischer Schauspieler
- 1937: Dieter Görlitz, deutscher Politiker
- 1937: Dietmar Sauermann, deutscher Volkskundler
- 1937: Gyula Zsivótzky, ungarischer Leichtathlet und Olympiasieger
- 1938: Maryanne Amacher, US-amerikanische Komponistin und Improvisatorin
- 1938: Doris Ebbing, deutsche Kommunalpolitikerin
- 1938: Herb Elliott, australischer Mittelstreckenläufer
- 1938: John Foster, Segler und Bobfahrer von den Amerikanischen Jungferninseln
- 1938: Reinhold Wosab, deutscher Fußballspieler
- 1940: Sigmar Wittig, deutscher Professor für Maschinenbau, Vorstandsvorsitzender des DLR
- 1941: Pierluigi Cera, italienischer Fußballspieler
- 1941: Jutta Oesterle-Schwerin, deutsche Politikerin und MdB
- 1942: Gennadi Samossedenko, sowjetischer Springreiter
- 1943: Wolfgang Berghofer, deutscher FDJ-Funktionär, SED-Politiker
- 1943: Gerhard Cromme, deutscher Manager
- 1943: Karl Heinz Däke, deutscher Vorsitzender des Bundes der deutschen Steuerzahler
- 1943: Pavel Dostál, tschechischer Politiker und Kulturminister

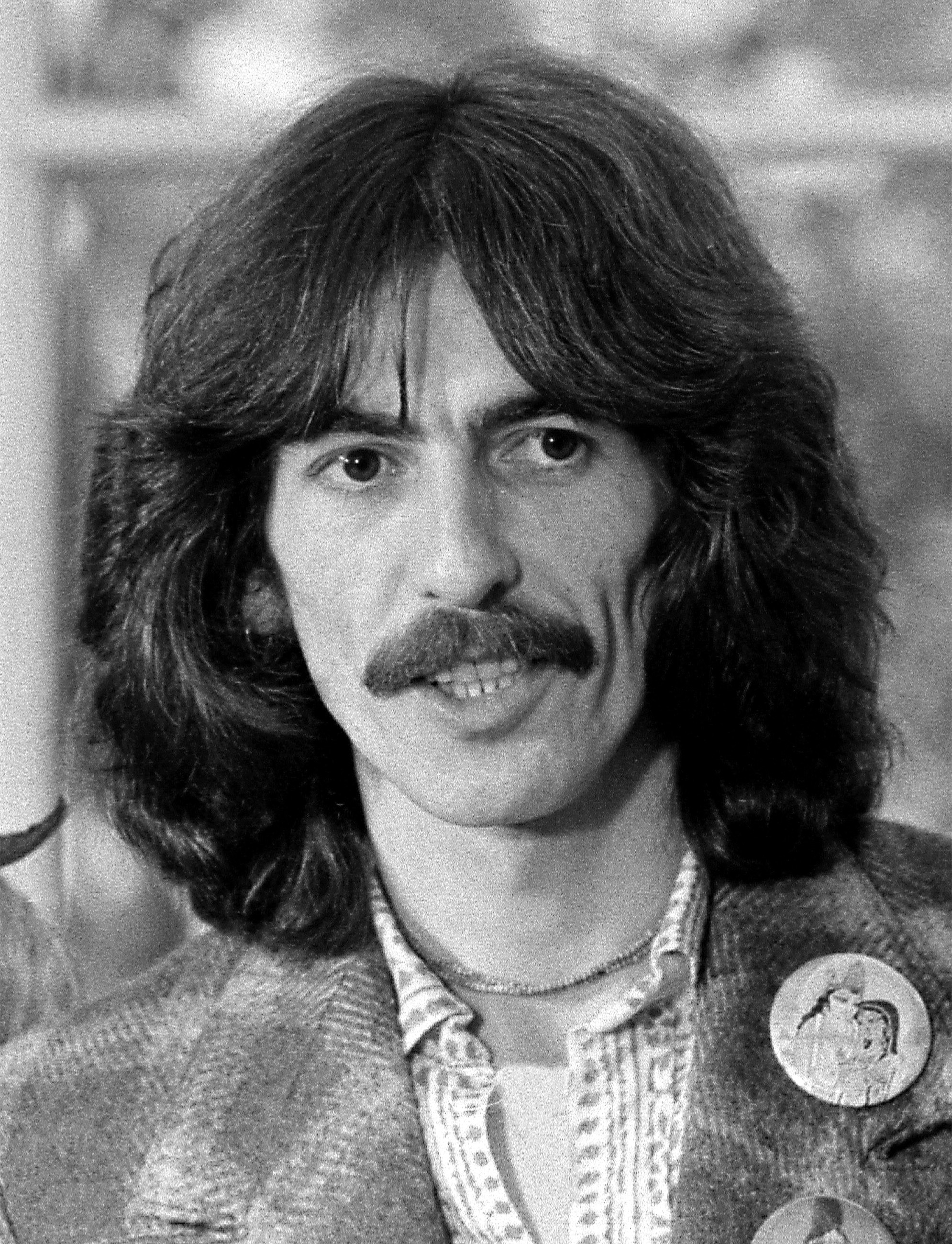
George Harrison (* 1943)

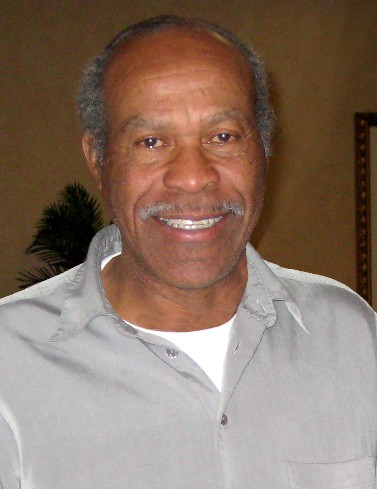
Lee Evans (* 1947)

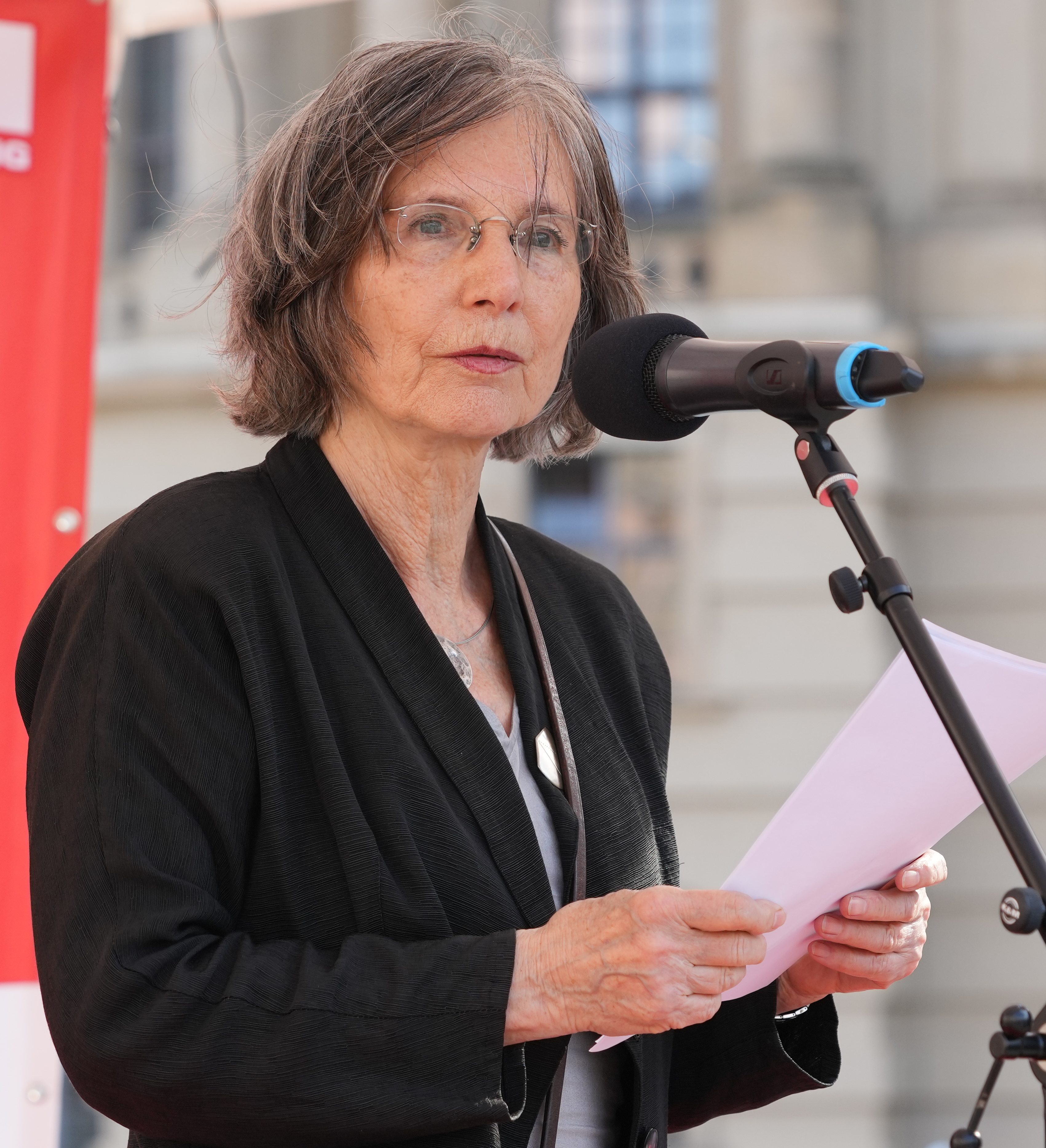
Annette Leo (* 1948)

- 1943: George Harrison, britischer Musiker (The Beatles)
- 1943: Uta Kron, deutsche Archäologin
- 1943: Jürgen Lässig, deutscher Autorennfahrer
- 1943: Maria Rohm, österreichische Schauspielerin und Filmproduzentin
- 1944: Campbell Armstrong, britischer Drehbuchautor, Hochschullehrer und Autor
- 1944: François Cevert, französischer Autorennfahrer
- 1944: Jeff Kline, US-amerikanischer Autorennfahrer
- 1944: László Vidovszky, ungarischer Komponist
- 1945: Elkie Brooks, britische Sängerin
- 1946: Roland Hemmo, deutscher Synchronsprecher und Schauspieler
- 1946: Franz Xaver Kroetz, deutscher Schriftsteller und Theaterautor
- 1946: Jean Todt, französischer Automobilrennfahrer, Manager und Motorsportfunktionär
- 1947: Rik De Lisle (auch Rick de Lisle), deutsch-amerikanischer Radiomoderator
- 1947: Jorge Donn, argentinischer Balletttänzer
- 1947: Lee Evans, US-amerikanischer Leichtathlet, Olympiasieger
- 1947: Ryō Kawasaki, japanischer Jazzgitarrist und Komponist
- 1947: Gudrun Scholz, deutsche Kunstwissenschaftlerin und Lehrbeauftragte
- 1948: Heliane Canepa, Schweizer Managerin
- 1948: Friedrich Koncilia, österreichischer Fußballspieler
- 1948: Annette Leo, deutsche Historikerin, Biografin und Herausgeberin
- 1948: Frank Marcus Mann, deutscher Diplomat
- 1948: Erwin Staudt, deutscher Fußballfunktionär
- 1949: Ric Flair, US-amerikanischer Wrestler
- 1949: Irma Krauß, deutsche Schriftstellerin
- 1949: Amin Maalouf, libanesisch-französischer Schriftsteller
- 1949: Ireen Sheer, deutsch-englische Schlagersängerin
- 1950: Francisco Fernández Ochoa, spanischer Skirennläufer
- 1950: Neil Jordan, irischer Filmregisseur, Drehbuchautor und Produzent
- 1950: Néstor Kirchner, argentinischer Politiker, Staatspräsident

#### 1951–1975
- 1951: Walter Kielholz, Schweizer Versicherungs- und Bankmanager
- 1951: Gwendolyn Leick, britische Archäologin und Assyrologin
- 1951: Giampiero Marini, italienischer Fußballspieler
- 1951: Esther Morales-Cañadas, spanische Cembalistin und Musikwissenschaftlerin
- 1951: Donald Quarrie, jamaikanischer Leichtathlet
- 1952: Joey Dunlop, britischer Motorradrennfahrer
- 1952: Kristin Heyne, deutsche Politikerin
- 1952: Christian Kolonovits, österreichischer Komponist und Dirigent
- 1953: Siegfried Anzinger, österreichischer Maler, Graphiker und Plastiker

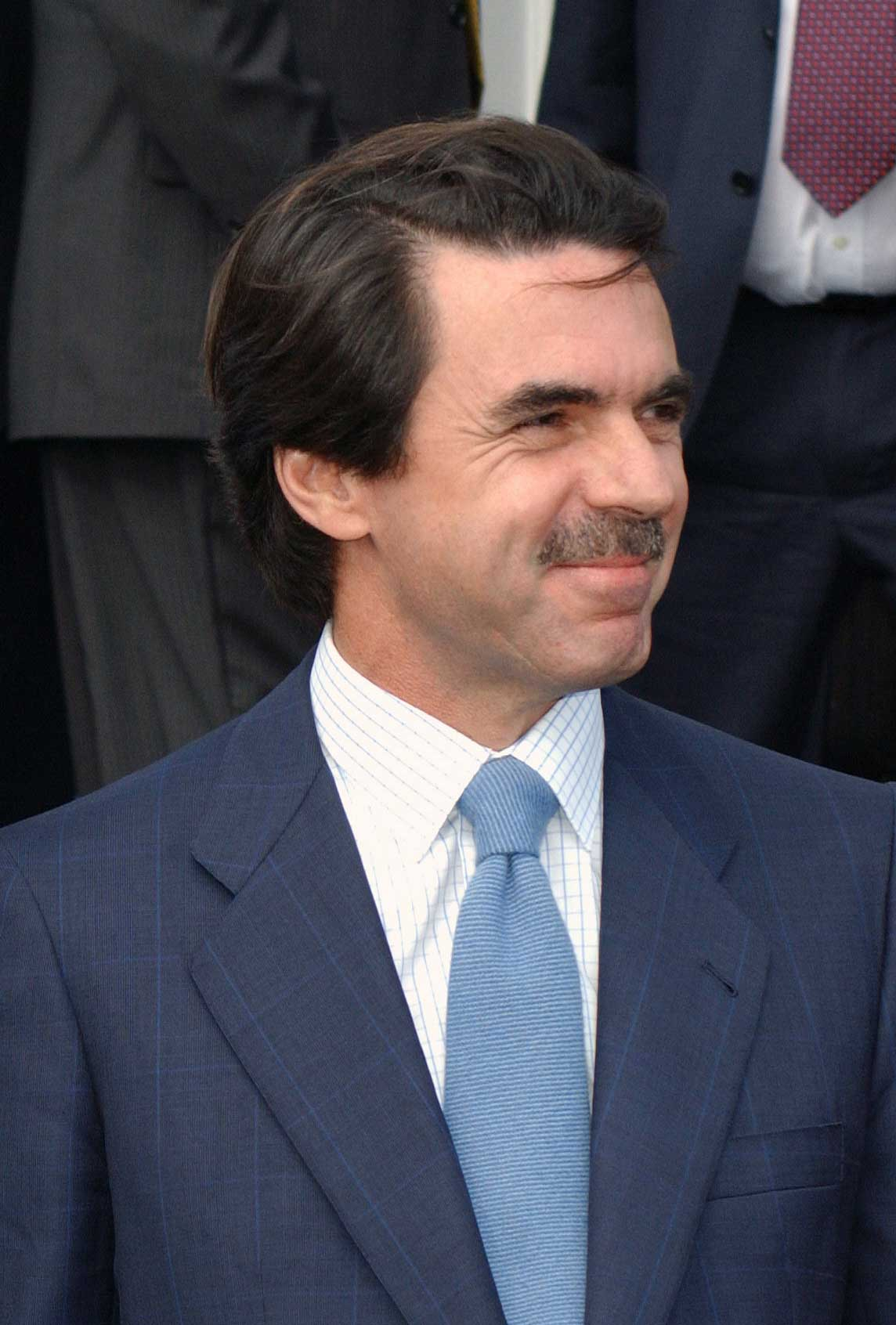
José María Aznar (* 1953)

- 1953: José María Aznar, spanischer Politiker und Ministerpräsident
- 1953: Martin Kippenberger, deutscher Maler und Installationskünstler
- 1954: Michael Amon, österreichischer Schriftsteller, Dramatiker und Essayist
- 1955: Hubert Baumgartner, österreichischer Fußballtorhüter
- 1955: Larry Rachleff, US-amerikanischer Dirigent und Musikpädagoge
- 1955: Gabriele Sima, österreichische Opernsängerin
- 1956: Michel Friedman, deutscher Rechtsanwalt, Politiker und Fernsehmoderator
- 1958: Kevin Gray, US-amerikanischer Schauspieler
- 1958: Barclay Hope, kanadischer Schauspieler
- 1958: Miloslav Navrátil, tschechischer Dartspieler
- 1958: Hartmut Ostrowski, deutscher Manager
- 1959: Alexei Oktjabrinowitsch Balabanow, russischer Filmregisseur
- 1959: Johannes Herrschmann, deutscher Schauspieler
- 1960: Stefan Blöcher, deutscher Hockeyspieler
- 1960: Heiko Fischer, deutscher Eiskunstläufer
- 1960: Petra Uhlmann, deutsche Politikerin

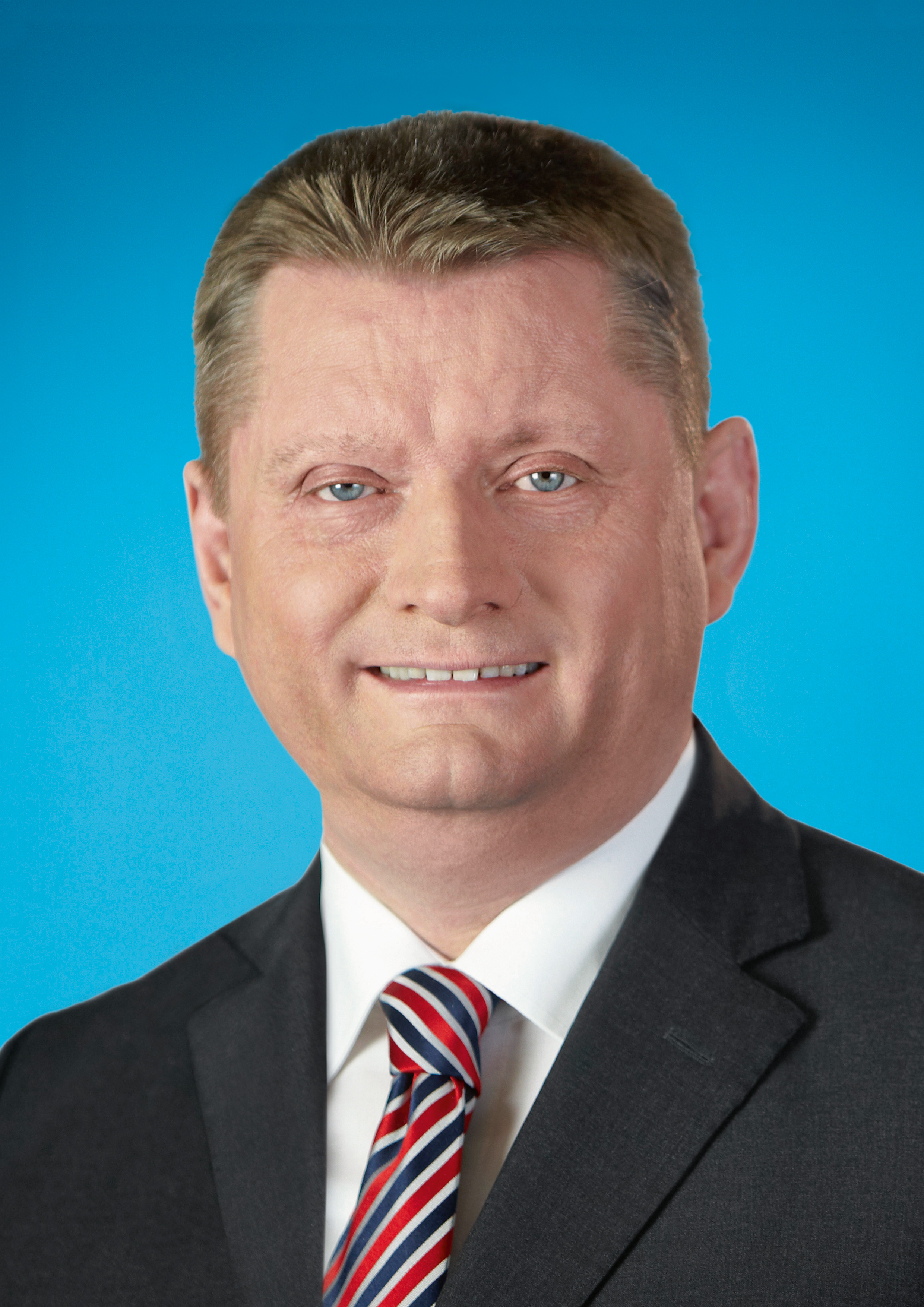
Hermann Gröhe (* 1961)

- 1961: Hermann Gröhe, deutscher Jurist und Politiker, MdB
- 1961: Iris Paech, deutsche Songschreiberin, Liedtexterin, Radiomoderatorin, Produzentin, Redakteurin und Buchautorin
- 1962: Birgit Fischer, deutsche Kanutin
- 1962: John Lanchester, britischer Schriftsteller
- 1962: Michael Stenov, österreichischer Komponist und Kirchenmusiker
- 1964: Michael Amann, österreichischer Komponist
- 1964: Marion Isbert, deutsche Fußballspielerin
- 1964: Annett Kruschke, deutsche Schauspielerin und Regisseurin
- 1964: Otto Lechner, österreichischer Akkordeonspieler
- 1965: Sylvie Guillem, französische Tänzerin
- 1966: Alexis Denisof, US-amerikanischer Schauspieler
- 1966: Andreas Helmer, deutscher Fußballspieler
- 1966: Téa Leoni, US-amerikanische Schauspielerin
- 1966: Paul Ottosson, schwedischer Tontechniker
- 1967: Nick Leeson, britischer Wertpapierhändler, Spekulant, Buchautor, Fußballmanager
- 1967: Andi Niessner, deutscher Filmregisseur
- 1968: Zweta Karajantschewa, bulgarische Politikerin
- 1968: Sandrine Kiberlain, französische Filmschauspielerin
- 1968: Olivier Thévenin, französischer Autorennfahrer
- 1969: Solveig August, deutsche Schauspielerin
- 1969: Paul Trimboli, australischer Fußballspieler
- 1971: Christien Alexis Anholt, britischer Schauspieler

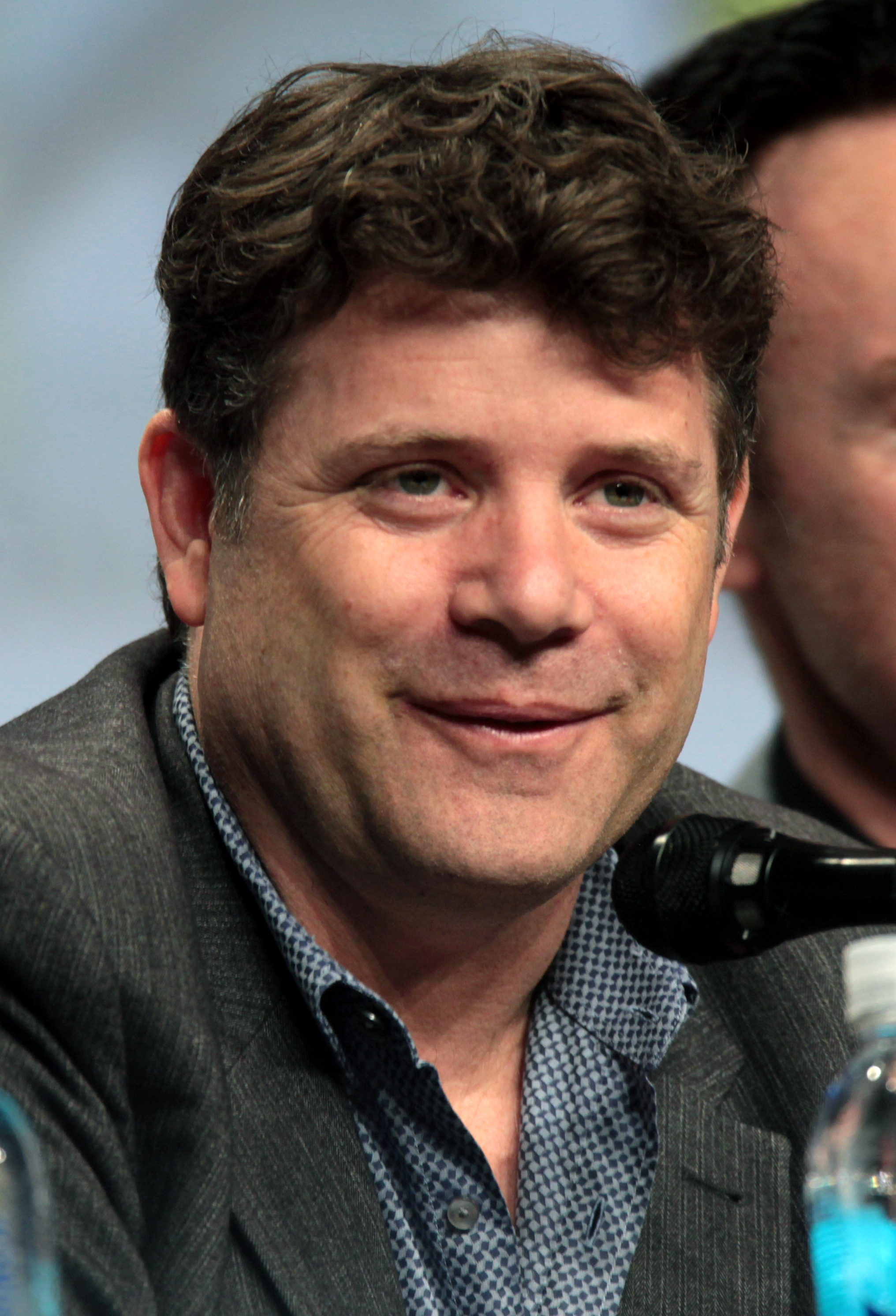
Sean Astin (* 1971)

- 1971: Sean Astin, US-amerikanischer Schauspieler, Regisseur, Autor und Produzent
- 1971: Daniel Powter, kanadischer Popmusiker
- 1971: Alexander Siedschlag, deutscher Politologe
- 1971: Eva Wannenmacher, Schweizer Fernsehmoderatorin
- 1971: Kathryn Zenna, kanadische Schauspielerin
- 1972: Anneke Kim Sarnau, deutsche Schauspielerin
- 1972: Erwin van de Looi, niederländischer Fußballspieler und -trainer
- 1973: Andy Boulton, englischer Dartspieler
- 1973: Normann Stadler, deutscher Triathlet
- 1973: Alena Subrylawa, weißrussische Biathletin
- 1974: Jens Paeslack, deutscher Fußballspieler
- 1975: Natalja Iwanowna Baranowa-Massalkina, russische Skilangläuferin
- 1975: Nandini Mitra, deutsche Moderatorin
- 1975: Patrik Müller, Schweizer Journalist

#### 1976–2000
- 1976: Samir Muratović, bosnischer Fußballspieler
- 1977: Francisco José Lara, spanischer Radrennfahrer

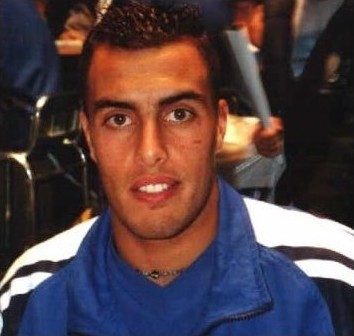
Yazid Mansouri (* 1978)

- 1978: Yazid Mansouri, algerischer Fußballspieler
- 1978: Etienne van der Linde, südafrikanischer Rennfahrer
- 1980: Ovidiu Cornea, rumänischer Ruderer
- 1980: Youssef Hadji, marokkanischer Fußballspieler
- 1980: Britta Hofmann, deutsche Moderatorin, Journalistin und Redakteurin
- 1980: Dimitrios Pappas, griechischer Fußballspieler
- 1981: Pacome Assi, französischer Kickboxer
- 1981: Park Ji-sung, südkoreanischer Fußballspieler
- 1981: Maik Wagefeld, deutscher Fußballspieler
- 1982: Rômulo Marcos Antoneli, brasilianischer Fußballspieler
- 1982: Lars Kaufmann, deutscher Handballspieler
- 1982: Maurizio Mariani, italienischer Fußballschiedsrichter
- 1983: Fabian Lamotte, deutscher Fußballspieler
- 1983: Kaisa, deutscher Rapper
- 1984: Maria Antonelli, brasilianische Beachvolleyballspielerin
- 1984: Steve Baumgärtel, deutscher Handballspieler
- 1984: Heinrich Haussler, australischer Radrennfahrer
- 1984: Xing Huina, chinesische Leichtathletin und Olympiasiegerin
- 1984: Patrik Kvalvik, schwedischer Handballspieler
- 1984: Lovefoxxx, brasilianische Popsängerin
- 1986: Justin Berfield, US-amerikanischer Schauspieler
- 1986: Nabil Dirar, marokkanischer Fußballspieler
- 1986: Jameela Jamil, britische Fernsehmoderatorin und Schauspielerin
- 1986: David Micevski, australischer Fußballspieler

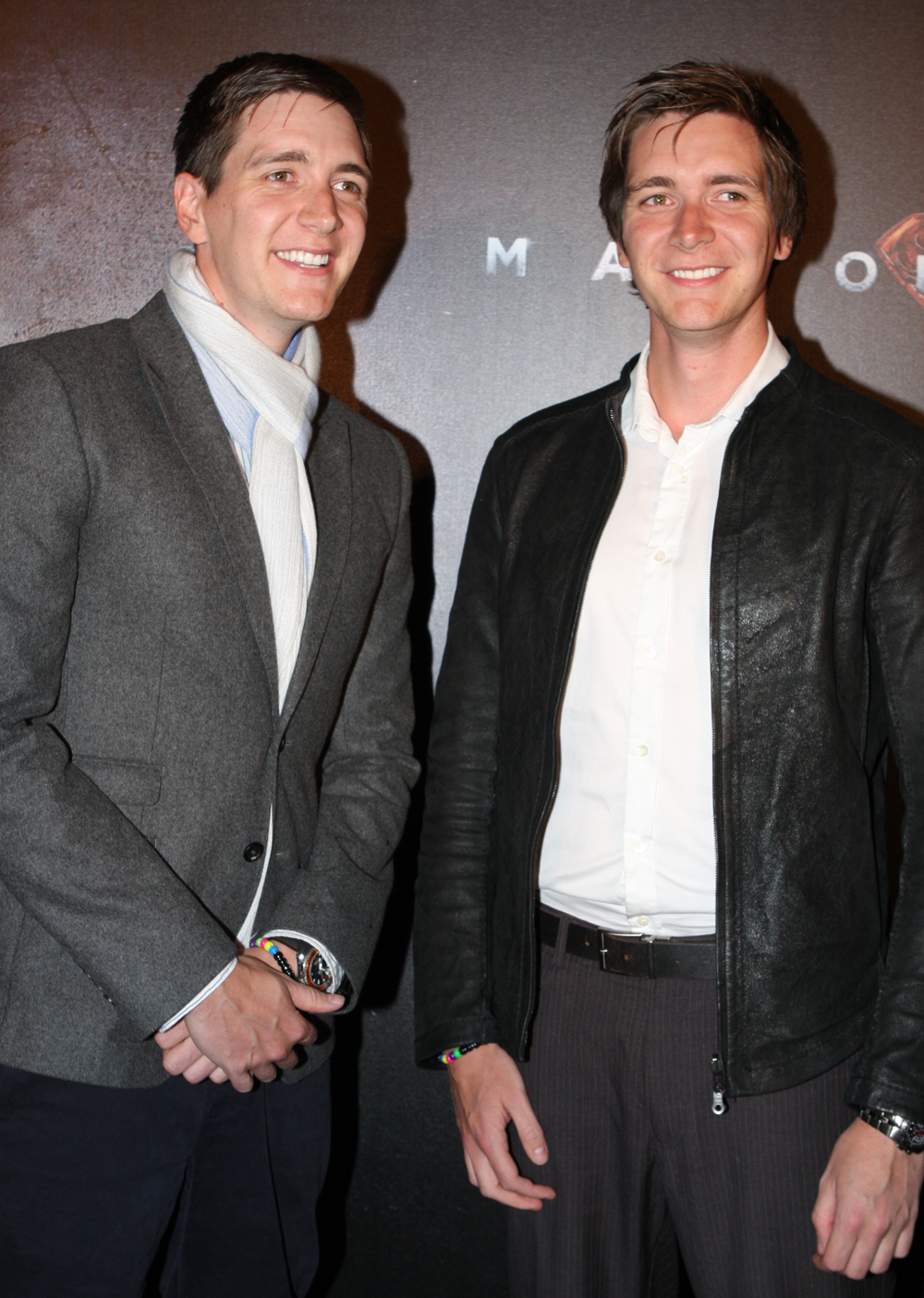
James und Oliver Phelps (* 1986)

- 1986: James Phelps, britischer Schauspieler
- 1986: Oliver Phelps, britischer Schauspieler
- 1987: Justin Abdelkader, US-amerikanischer Eishockeystürmer
- 1988: Rúrik Gíslason, isländischer Fußballspieler
- 1989: Jimmer Fredette, US-amerikanischer Basketballspieler
- 1989: Jo In-hee, südkoreanische Biathletin
- 1990: Younès Belhanda, marokkanischer Fußballspieler
- 1991: Arnor Angeli, belgischer Fußballspieler
- 1991: Markus Frohnmaier, deutscher Politiker
- 1991: Gerran Howell, britischer Schauspieler
- 1991: Tony Oller, US-amerikanischer Schauspieler
- 1991: Adrien Tambay, französischer Rennfahrer
- 1991: Gustavo Yacamán, kolumbianischer Rennfahrer

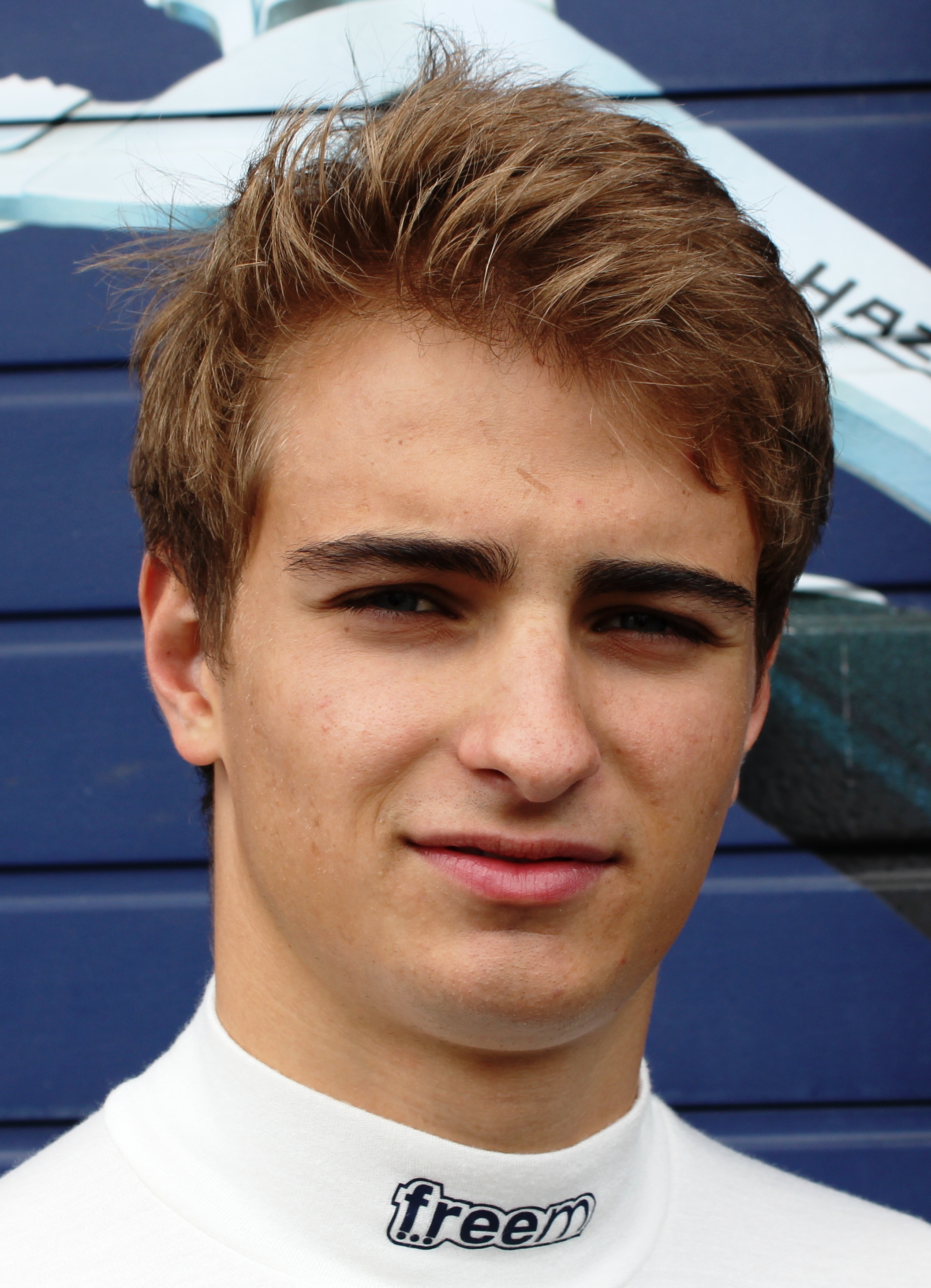
Nico Müller (* 1992)

- 1992: Nico Müller, Schweizer Rennfahrer
- 1992: Amy Ruffle, australische Schauspielerin und Sängerin
- 1992: Lennart Thy, deutscher Fußballspieler
- 1993: Johannes Aujesky, österreichischer Freestyle-Skier
- 1993: Viviane Witschel, deutsche Schauspielerin
- 1994: Mackenzie Elizabeth Arnold, australische Fußballspielerin
- 1994: Eugenie Bouchard, kanadische Tennisspielerin
- 1994: Matthew Brabham, australisch-US-amerikanischer Automobilrennfahrer
- 1994: Makenzy Doniak, US-amerikanische Fußballspielerin
- 1994: Rouven Israel, deutscher Schauspieler
- 1994: Julia Lindholm, schwedische Schlagersängerin
- 1994: Lena Schulte, deutsche Fußballspielerin
- 1995: Francesca Michielin, italienische Sängerin
- 1995: Mario Hezonja, kroatischer Basketballspieler
- 1997: Santiago Ascacíbar, argentinischer Fußballspieler
- 1997: Chantal Butzek, deutsche Leichtathletin
- 1997: Marijan Čabraja, kroatischer Fußballspieler
- 1997: Isabelle Fuhrman, US-amerikanische Schauspielerin
- 1999: Gianluigi Donnarumma, italienischer Fußballtorhüter
- 2000: Lara Mechnig, liechtensteinische Synchronschwimmerin

### 21. Jahrhundert

#### 2001–2025
- 2005: Arda Güler, türkischer Fußballspieler

## Gestorben

### Vor dem 17. Jahrhundert
- 0779: Walburga, Äbtissin von Heidenheim
- 1116: Robert von Arbrissel, Gründer des Ordens von Fontevraud
- 1220: Albrecht II., Markgraf von Brandenburg
- 1221: Alix de Montmorency, französische Adlige
- 1246: Dafydd ap Llywelyn, walisischer Fürst von Gwynedd
- 1246: Heinrich IV. von Limburg, Herr von Monschau und Herzog von Limburg-Nieder-Lothringen
- 1263: John de Plessis, 7. Earl of Warwick, aus Frankreich stammender englischer Magnat
- 1265: Ulrich I., Graf von Württemberg
- 1305: Gerhard II. von Eppstein, Erzbischof und Kurfürst von Mainz
- 1322: Philipp von Rathsamhausen, Zisterzienser, Magister der Theologie und Fürstbischof von Eichstätt
- 1354: Fregnano della Scala, italienischer Condottiere und Podestà von Vicenza
- 1467: Jörg Voit von Rieneck, Amtmann des Domkapitels in Würzburg
- 1495: Cem Sultan, osmanischer Prinz und Dichter, Thronprätendent des Osmanischen Reichs
- 1501: Margarete von Bayern, Kurfürstin von der Pfalz
- 1517: Johann von Spreckelsen, Hamburger Ratsherr und Bürgermeister
- 1521: Johann Schönsperger, deutscher Buchdrucker und Händlerverleger
- 1536: Berchtold Haller, Reformator in Bern
- 1536: Jakob Hutter, Führer und Organisator des Tiroler Täufertums

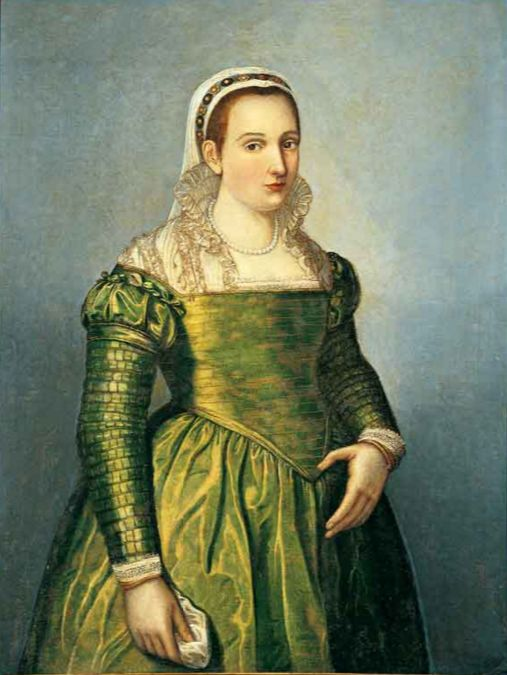
Vittoria Colonna († 1547)

- 1547: Vittoria Colonna, italienische Dichterin
- 1568: Philipp Georg Schenk zu Schweinsberg, Fürstabt von Fulda
- 1580: Rodrigo de Quiroga López de Ulloa, spanischer Konquistador, Gouverneur von Chile
- 1580: Marx Weiß, deutscher Maler der Spätgotik
- 1598: Nathan Chyträus, deutscher evangelischer Theologe, Dichter und Philologe
- 1598: Paul von Eitzen, deutscher Theologe und Reformator

### 17. und 18. Jahrhundert
- 1601: Robert Devereux, 2. Earl of Essex, Favorit der Königin Elisabeth I. von England
- 1615: Conrad Bünting der Ältere, deutscher Jurist und Stadtsyndikus
- 1619: Georg von Schoenaich, bedeutender deutscher Humanist und Förderer der Reformation
- 1634: Christian von Ilow, kaiserlicher Feldmarschall, Vertrauter Wallensteins
- 1634: Wilhelm Kinsky von Wchinitz und Tettau, böhmischer Staatsmann und Diplomat
- 1634: Adam Erdmann Trčka von Lípa, kaiserlicher General im Dreißigjährigen Krieg
- 1634: Albrecht von Wallenstein, böhmischer Feldherr und Ständepolitiker, Herzog zu Mecklenburg
- 1651: Frans van Donia, Gesandter Frieslands bei den Westfälischen Friedensverhandlungen
- 1655: Daniel Heinsius, Gelehrter der niederländischen Renaissance
- 1656: Henriette Catherine de Joyeuse, französische Adlige
- 1657: Andreas Butz, in Passau tätiger Orgelbauer
- 1682: Alessandro Stradella, italienischer Violinist, Sänger und Komponist
- 1684: Andreas Hofer, Komponist, Kapellmeister und Chorregent
- 1686: Abraham Calov, deutscher Theologe
- 1689: Khushal Khan Khattak, paschtunischer Dichter
- 1700: James Douglas, 2. Marquess of Douglas, schottischer Adeliger
- 1704: Isabella Leonarda, italienische Nonne und Komponistin

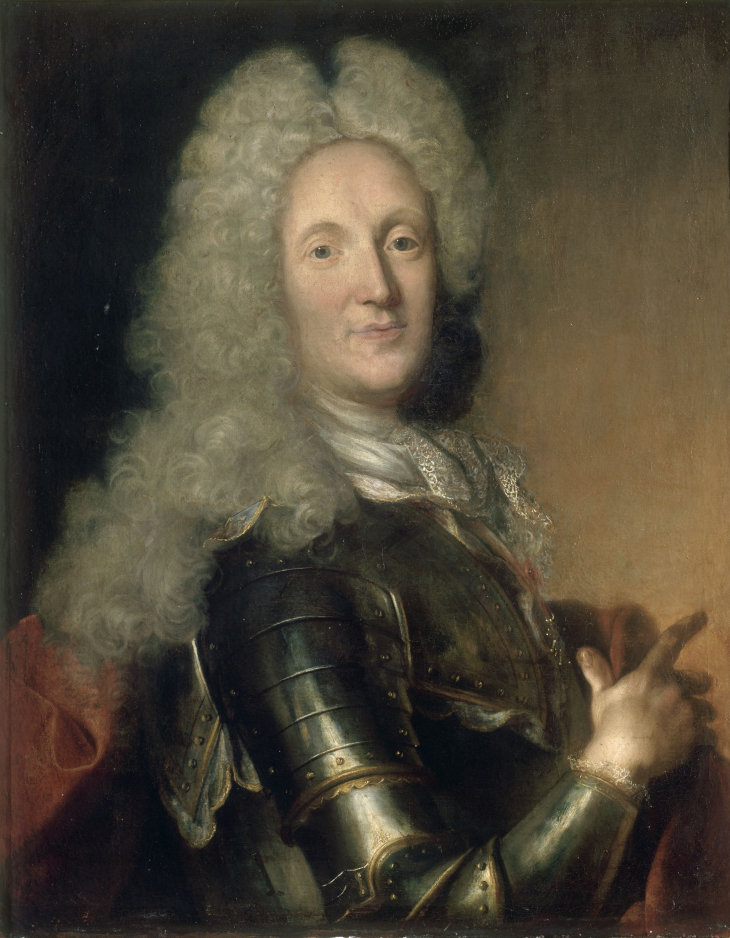
Nicolas Catinat († 1712)

- 1712: Nicolas de Catinat, französischer General, Marschall von Frankreich
- 1713: Friedrich I., Kurfürst von Brandenburg und König in Preußen
- 1715: Pu Songling, chinesischer Dichter mongolischer Abstammung
- 1723: Leopold Eberhard, gefürsteter Graf von Mömpelgard und Graf von Coligny
- 1728: Alexander zu Dohna-Schlobitten, kurbrandenburgisch-preußischer Generalfeldmarschall und Diplomat
- 1751: Georg Caspar Schürmann, deutscher Komponist
- 1757: Paolo Benedetto Bellinzani, italienischer Priester, Komponist und Musiker
- 1761: Joseph-François-Edouard de Corsembleu de Desmahis, französischer Dramatiker, Enzyklopädist und Literat
- 1771: Esaias Meyer, Bürgermeister von Heilbronn
- 1774: Johann Georg Chevalier de Saxe, sächsischer General und Gouverneur von Dresden
- 1775: William Small, schottischer Aufklärer, Mitbegründer der Lunar Society
- 1787: Anton Ignaz von Fugger-Glött, Domherr in Köln
- 1796: Lorenz Adam Bartenstein, deutscher evangelischer Geistlicher, Pädagoge und Schulleiter

### 19. Jahrhundert
- 1802: Charles O’Hara, britischer Offizier
- 1804: Johann Wenzel von Sporck, böhmischer Jurist, Politiker und Theaterleiter
- 1805: Joseph Anselm Freiherr Adelmann von Adelmannsfelden, deutscher Politiker
- 1805: Friederike von Hessen-Darmstadt, Ehefrau von König Friedrich Wilhelm II. von Preußen
- 1805: Thomas Pownall, britischer Kolonialpolitiker, Gouverneur der Province of Massachusetts Bay
- 1806: Heinrich Christian Boie, deutscher Schriftsteller und Herausgeber
- 1809: John Murray, 4. Earl of Dunmore, britischer Kolonialbeamter, Gouverneur von New York und Virginia
- 1811: Andreas Merian-Iselin, Basler Politiker, Landammann der Schweiz
- 1816: Francesco Apostoli, italienischer Schriftsteller
- 1816: Friedrich Wilhelm Bülow von Dennewitz, preußischer General
- 1819: Manuel do Nascimento, portugiesischer Lyriker und Ordensmann
- 1822: Ludolf August Friedrich von Alvensleben, preußischer Generalmajor
- 1823: Wassilij Athanasieff, russischer Hofkaplan und Beichtvater der württembergischen Königin

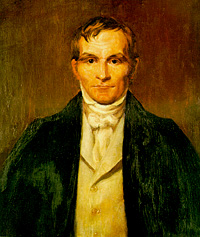
Philipp Pendleton Barbour († 1841)

- 1841: Philip Pendleton Barbour, US-amerikanischer Jurist und Politiker
- 1844: Heinrich Jacob Aldenrath, deutscher Miniaturmaler und Lithograf
- 1850: Daoguang, Kaiser von China
- 1851: Georg Leopold von Zangen, deutscher Jurist
- 1853: Christian Friedrich Andreas Rohns, deutscher Architekt und Bauunternehmer
- 1863: Laure Cinti-Damoreau, französische Koloratursopranistin
- 1865: Otto Ludwig, deutscher Schriftsteller
- 1868: Sophie Schröder, deutsche Sängerin und Schauspielerin
- 1869: Albert Gern, deutscher Theaterschauspieler
- 1870: Henrik Hertz, dänischer Schriftsteller
- 1870: Louis-Jacques-Maurice de Bonald, Erzbischof von Lyon und Kardinal
- 1873: Philippe-Paul de Ségur, französischer Oberst
- 1877: Auguste Agassiz, Schweizer Uhrmacher und Unternehmer
- 1877: Jang Bahadur Rana, Premierminister des Königreichs Gorkha (Nepal)
- 1879: Wladimir Georgijewitsch Kastrioto-Skanderbek, russischer Komponist
- 1879: Karl Wilhelm von Willisen, preußischer General
- 1880: Johann Christoph Blumhardt, deutscher Pfarrer und evangelischer Theologe
- 1883: William Barnett Armson, neuseeländischer Architekt, Vermesser und Ingenieur
- 1884: Richard von Friesen, sächsischer Politiker
- 1889: Carlo Sacconi, italienischer Kurienkardinal
- 1890ː Octavie de Lasalle, deutsch-französische Malerin
- 1892: Brond de Grave Winter, ostfriesischer Orgelbauer
- 1897: Michael Bernays, deutscher Philologe und Literaturhistoriker
- 1897: Cornélie Falcon, französische Opernsängerin
- 1899: Paul Julius Reuter, deutscher Unternehmer, Begründer der Nachrichtenagentur Reuters Telegraphic Comp. Incorporated

### 20. Jahrhundert

#### 1901–1950
- 1906: Anton Stepanowitsch Arenski, russischer Komponist
- 1907: Wilhelm von Diez, deutscher Maler
- 1908: Marco Aurelio Soto, Präsident von Honduras
- 1909: Edmond de Grenus, Schweizer Offizier und Bankier
- 1911: Jules Bouval, französischer Organist und Komponist
- 1911: Friedrich Spielhagen, deutscher Schriftsteller

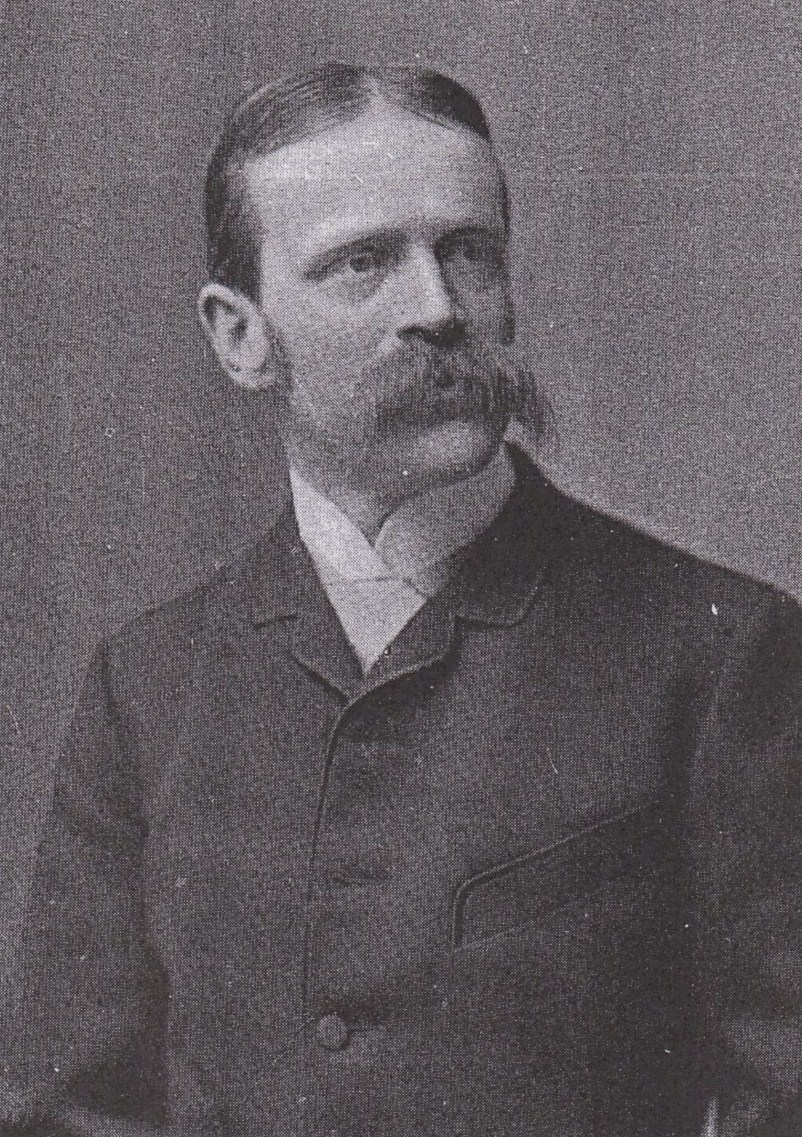
Fritz von Uhde († 1911)

- 1911: Fritz von Uhde, deutscher Maler
- 1912: Norbert Schrödl, deutscher Maler
- 1912: Wilhelm IV., Großherzog von Luxemburg und Herzog von Nassau
- 1914: John Tenniel, britischer Illustrator
- 1915: Joseph Franz Bittner, deutscher Orgelbauer
- 1921: Elisabeth Fedde, norwegische Diakonisse
- 1921: Hermann Josef Schneider, tschechischer Komponist, Dirigent und Musikverleger
- 1922: Anton von Kersting, deutscher Militär
- 1925: Josef Armin, österreichischer Komiker, Coupletsänger und Bühnenautor
- 1927: Luise Gerbing, deutsche Heimatforscherin
- 1928: William O’Brien, irischer Journalist und Politiker
- 1929: František Neumann, tschechischer Komponist, Dirigent und Musikpädagoge
- 1929: Antonio Vico, italienischer Kardinal
- 1933: Jules Andrade, französischer Mathematiker, Physiker und Uhrmacher

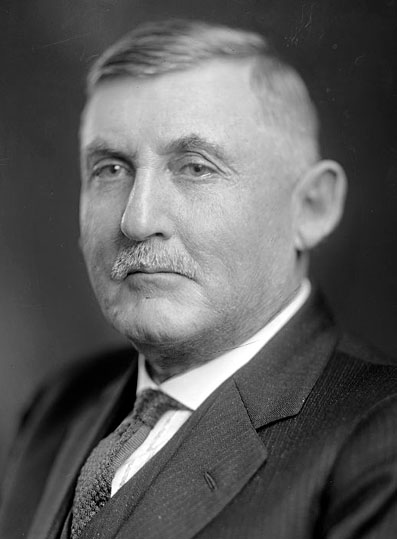
John Morrow († 1935)

- 1935: John Morrow, US-amerikanischer Politiker

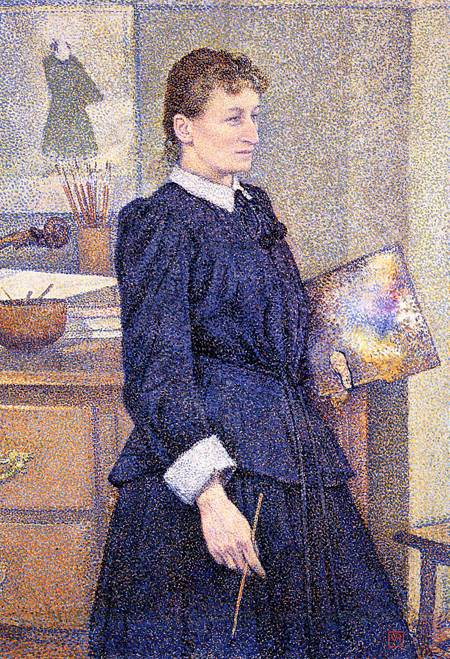
Anna Boch († 1936)

- 1936: Anna Boch, belgische Malerin
- 1937: Hans Georg Achelis, deutscher Theologe, Kirchenhistoriker, Christlicher Archäologe und Universitätsprofessor
- 1937: Ossian Aschan, finnischer Chemiker
- 1942: Leo Ascher, österreichischer Komponist und Jurist
- 1943: Laure Gatet, französische Résistancekämpferin
- 1944: Charles L. McNary, US-amerikanischer Politiker
- 1945: Mário de Andrade, brasilianischer Schriftsteller
- 1945: Paul Merker, deutscher Literaturhistoriker
- 1947: Friedrich Paschen, deutscher Physiker
- 1948: Juan Esteban Montero Rodríguez, chilenischer Politiker
- 1949: Lidia Poët, erste Absolventin eines Jurastudiums in Italien, Rechtsanwältin
- 1950: George Richards Minot, US-amerikanischer Arzt, Nobelpreisträger

#### 1951–2000
- 1951: Alfred Grünwald, österreichischer Operettenlibrettist
- 1952: Erwein von Aretin, deutscher Journalist und Parteifunktionär

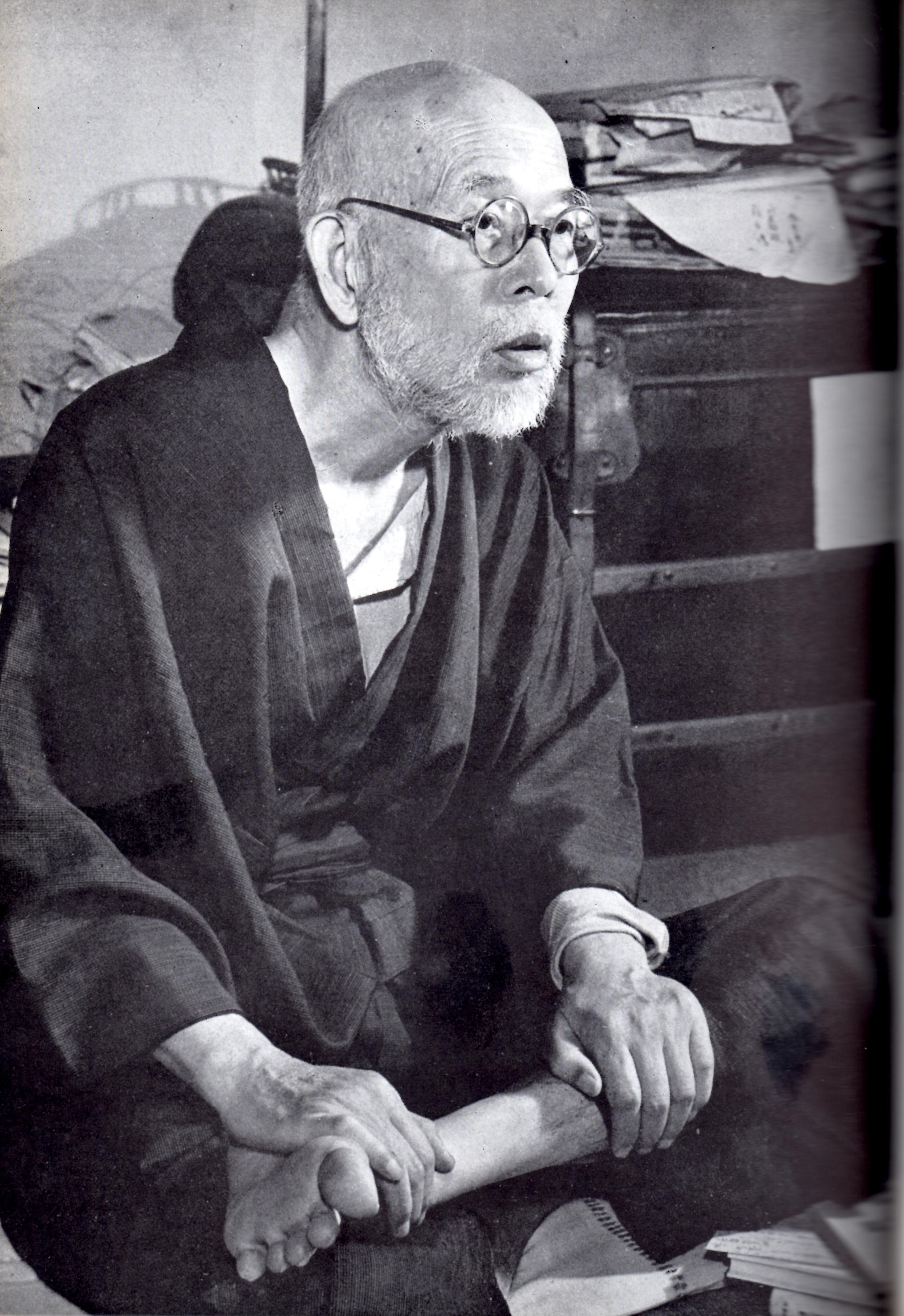
Saitō Mokichi († 1952)

- 1952: Saitō Mokichi, japanischer Lyriker und Essayist
- 1952: Carl Schröter, deutscher Politiker, MdL, MdB
- 1953: João Itiberê da Cunha, brasilianischer Komponist und Musikkritiker
- 1954ː Emma Ender, deutsche Politikerin (DVP), MdHB, Frauenrechtlerin
- 1955: August Mittelsten Scheid, deutscher Unternehmer
- 1956: Marij Kogoj, slowenischer Komponist
- 1956: Elmer Drew Merrill, US-amerikanischer Botaniker
- 1957: Georges Beauchemin, kanadischer Sänger
- 1957: Gene Buck, US-amerikanischer Illustrator, Songwriter und Musikproduzent
- 1957: George Moran, US-amerikanischer Gang-Anführer, Rivale von Al Capone
- 1959: Erich Sauer, deutscher Theologe, Leiter des Missionshauses Bibelschule Wiedenest
- 1960: Johannes Hoffmann, deutscher Politiker, MdL, MdB
- 1962: Heinrich Höcker, deutscher Politiker, MdL, Oberbürgermeister von Herford, MdB
- 1962: Fredy Sieg, deutscher Schauspieler und volkstümlicher Vortragskünstler
- 1964: Alexander Archipenko, ukrainisch-US-amerikanischer Bildhauer
- 1964: Maurice Farman, französischer Bahnradsportler, Automobilrennfahrer, Luftfahrtpionier und Unternehmer
- 1964: Hinrich Lohse, deutscher Politiker, Gauleiter und Oberpräsident von Schleswig-Holstein, MdL, MdR, Reichskommissar
- 1964: Edo Osterloh, deutscher Theologe und Politiker, Landesminister, MdL
- 1966: Dora Dreesen-Horn, deutsche Malerin
- 1966: Franz Schnabel, deutscher Historiker
- 1969: Jan Zajíc, tschechischer Student, verbrannte sich auf dem Prager Wenzelsplatz
- 1970: Fritz Rieter-Wieland, Schweizer Offizier und Herausgeber
- 1970: Mark Rothko, US-amerikanischer Künstler

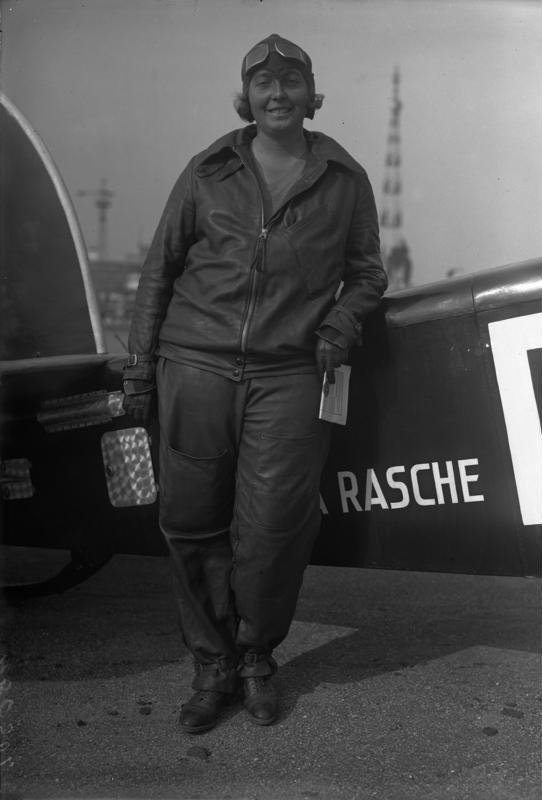
Thea Rasche († 1971)

- 1971: Thea Rasche, deutsche Pilotin und Journalistin
- 1972: Gottfried Fuchs, deutscher Fußballspieler
- 1974: Frank Assunto, US-amerikanischer Bandleader und Trompeter
- 1974: Milton Soares Gomes dos Santos, brasilianischer Komponist
- 1975: Elijah Muhammad, Gründer und langjähriger Leiter der Nation of Islam
- 1975: Marc Roland, deutscher Komponist
- 1976: Paul May, deutscher Regisseur und Produzent
- 1978: Margarete Bieber, deutsch-US-amerikanische Hochschullehrerin, erste Professorin der Klassischen Archäologie in Deutschland.
- 1978: Hugo Friedrich, deutscher Romanist
- 1978: Heinrich Stühlmeyer, deutscher Custos und Kantor
- 1979: Henrich Focke, deutscher Flugzeug- und Hubschrauberkonstrukteur
- 1981: Mikawa Gun’ichi, japanischer Admiral
- 1981: Ulrich Scheuner, deutscher Staatsrechtler
- 1982: Hans-Joachim von Merkatz, deutscher Politiker, MdB, Bundesminister
- 1982: Christian Schad, deutscher Maler
- 1982: Chao Yuen Ren, chinesischer Sprachwissenschaftler

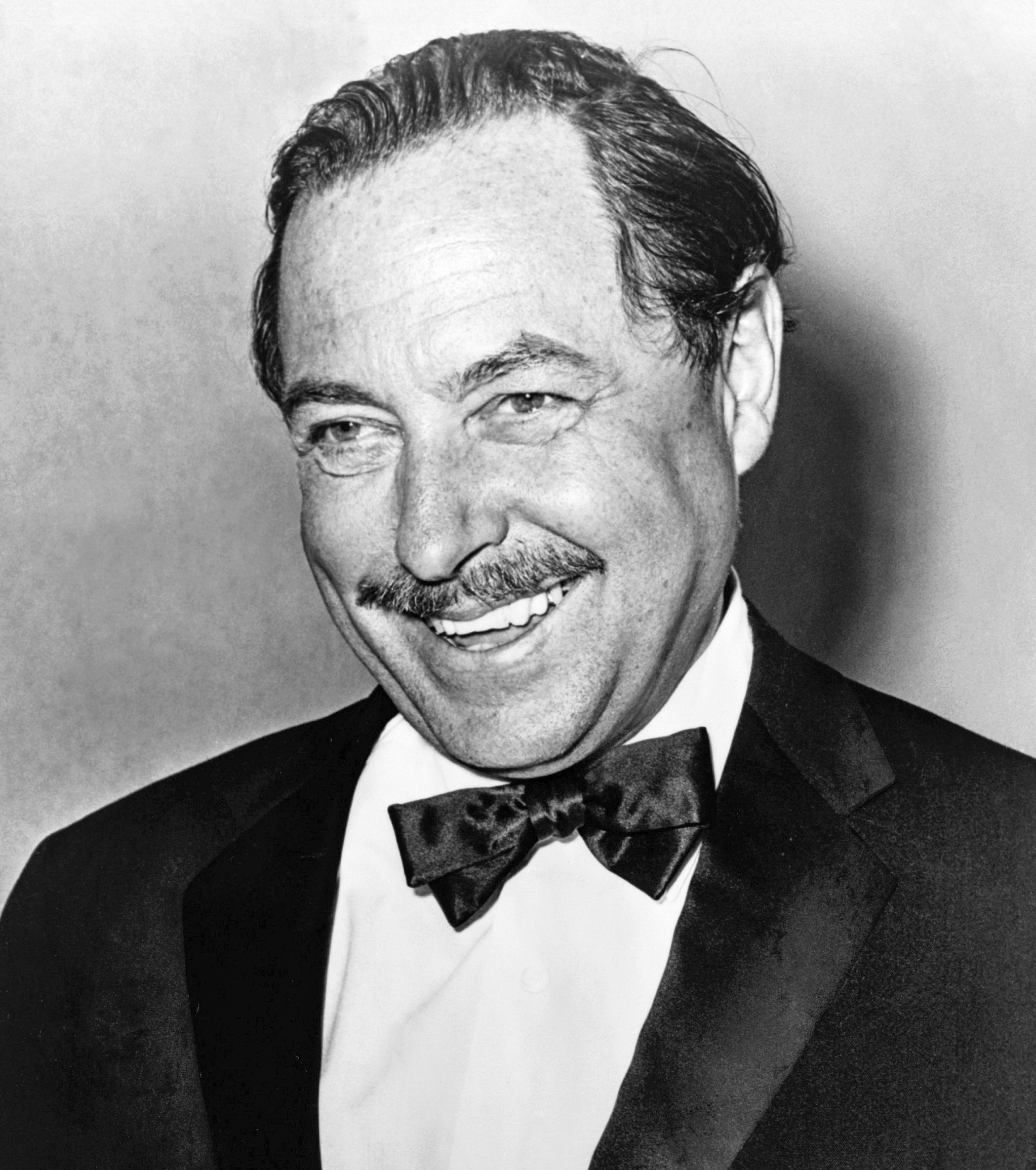
Tennessee Williams († 1983)

- 1983: Tennessee Williams, US-amerikanischer Schriftsteller (Endstation Sehnsucht, Die Katze auf dem heißen Blechdach)
- 1988: Bernard Ashmole, britischer Klassischer Archäologe
- 1988: Helmut Echternach, deutscher Theologe und Bischof
- 1988: Mamduh Muhammad Salim, ägyptischer General und Politiker, Minister, Premierminister
- 1991: Ernst Krupka, deutscher Evangelist
- 1992: Ursula Hensel-Krüger, deutsche Bildhauerin
- 1993: Eddie Constantine, US-amerikanischer Filmschauspieler und Chansonnier
- 1994: Baruch Goldstein, israelischer Massenmörder
- 1994: Else Weber, deutsche Malerin
- 1995: Rudolf Hausner, österreichischer Maler und Graphiker
- 1996: Rupprecht Gerngross, deutscher Jurist, Anführer der Freiheitsaktion Bayern
- 1997: Louis Auslander, US-amerikanischer Mathematiker
- 1997: Charles Chase, kanadischer Boxer
- 1997: Ugo Poletti, italienischer Geistlicher, Erzbischof von Spoleto, Kardinal
- 1997: Wilhelm Stöck, deutscher Journalist und Nachrichtensprecher
- 1998: Wanda Jakubowska, polnische Filmregisseurin
- 1998: Umberto Mastroianni, italienischer Bildhauer
- 1999: Glenn T. Seaborg, US-amerikanischer Chemiker und Atomphysiker, Nobelpreisträger
- 1999: Els Vordemberge, österreichisch-deutsche Hörspielsprecherin und Hörfunkredakteurin, Leiterin des Kinderfunks des WDR
- 2000: Auguste Lechner, österreichische Schriftstellerin und Jugendbuchautorin

### 21. Jahrhundert
- 2001: A. R. Ammons, US-amerikanischer Hochschullehrer und Dichter
- 2001: Norbert Glanzberg, österreichisch-deutscher Komponist und Pianist
- 2001: Paul Huber, Schweizer Komponist
- 2001: Ernst Schaude, deutscher Verwaltungsjurist
- 2002: Shane Acton, britischer Weltumsegler
- 2002: Henrik Oskarsson, schwedischer Freestyle-Skier
- 2003: Uwe Lüthje, deutsch-österreichischer Volkswirt
- 2004: Mehmet Turgut, kurdischer Verkäufer in Rostock; Mordopfer des NSU
- 2005: Peter Benenson, britischer Anwalt und Politiker, Gründer von Amnesty International

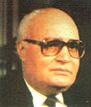
Atif Sidqi († 2005)

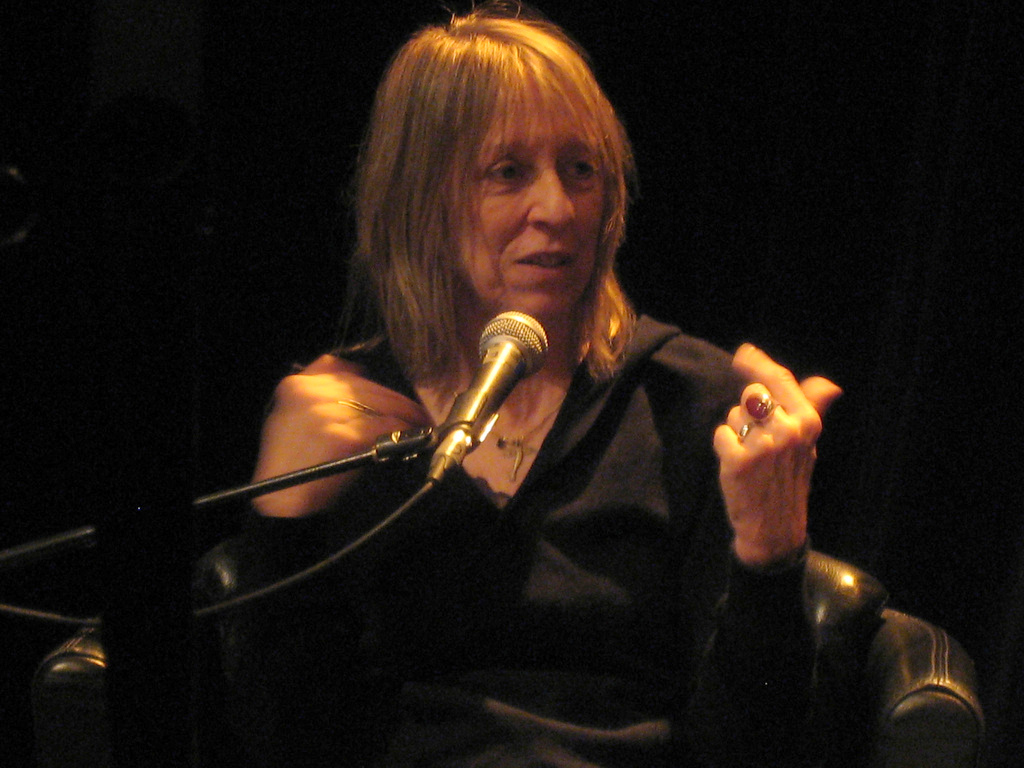
Suze Rotolo († 2011)

- 2005: Atif Muhammad Nagib Sidqi, ägyptischer Politiker, Ministerpräsident
- 2005: Robert Zeppel-Sperl, österreichischer Maler
- 2006: Tsegaye Gabre-Medhin, äthiopischer Schriftsteller
- 2006: Margaret Gibson, kanadische Schriftstellerin
- 2006: Henry M. Morris, US-amerikanischer Kreationist
- 2006: Micheline Tessier, kanadische Sängerin und Gesangspädagogin
- 2007: William Robert Anderson, US-amerikanischer Marineoffizier, Entdeckungsreisender und Politiker
- 2007: P. Bhaskaran, indischer Songtexter und Filmregisseur
- 2007: César Keiser, Schweizer Kabarettist
- 2008: Stephen Garrett, US-amerikanischer Rapper und Produzent
- 2009: Ian Carr, britischer Jazzmusiker
- 2010: Ernst Beyeler, Schweizer Galerist und Kunstsammler
- 2010: İhsan Doğramacı, türkischer Mediziner
- 2010: Annette Eick, deutsche lesbische Schriftstellerin und Dichterin
- 2010: David Soyer, US-amerikanischer Cellist und Musikpädagoge
- 2011: Oswald Rathfelder, deutscher Naturwissenschaftler, Botaniker und Naturschützer
- 2011: Suze Rotolo, US-amerikanische Künstlerin
- 2012: Raúl Abzueta, venezolanischer Musiker, Bandleader, Komponist, Autor und Musikveranstalter

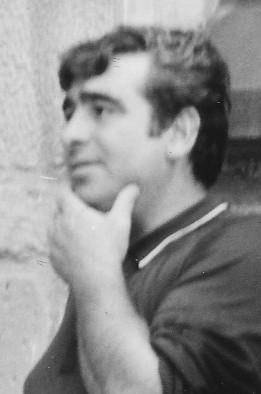
Maurice André († 2012)

- 2012: Maurice André, französischer klassischer Trompeter
- 2012: Lynn Compton, US-amerikanischer Jurist und Offizier
- 2012: Hans Glöckel, deutscher Schulpädagoge und Hochschullehrer
- 2012: Karl-Ernst Jeismann, deutscher Historiker und Geschichtsdidaktiker.
- 2012: Erland Josephson, schwedischer Schauspieler
- 2013: Milan Velimirović, serbischer Schachkomponist
- 2014: Jürgen Brümmer, deutscher Kunstturner und Sportphysiotherapeut
- 2014: Paco de Lucía, spanischer Flamenco-Gitarrist
- 2015: Gebhard Arbeiter, österreichischer Landesbeamter, Gewerkschafter und Politiker
- 2015: Peter Oberender, deutscher Wirtschaftswissenschaftler
- 2015: Günther Tschanun, Schweizer Architekt und Mörder
- 2016: Viktoras Ašmenskas, litauischer Ingenieur, Segelflieger, Pilot und Widerstandskämpfer
- 2016: Willy Spieler, Schweizer Publizist, Redakteur und Politiker
- 2017ː Elisabeth Bieneck-Roos, deutsche Künstlerin
- 2017: Paul Mersmann der Jüngere, deutscher Bildhauer, Maler und Schriftsteller
- 2017: Bill Paxton, US-amerikanischer Schauspieler
- 2017: Maria Potrzeba, deutsche Erzieherin
- 2018: Li Boguang, chinesischer Rechtswissenschaftler und Menschenrechtsaktivist
- 2018: Sepp Strubel, deutscher Schauspieler und Regisseur
- 2018: Joseph Vella, maltesischer Komponist und Dirigent
- 2019: Hansjörg Erny, Schweizer Moderator und Schriftsteller
- 2019: Bob Hagestad, US-amerikanischer Autorennfahrer
- 2019: Mark Hollis, britischer Musiker
- 2019: Kathleen O’Malley, US-amerikanische Schauspielerin
- 2020: Dmitri Jasow, sowjetischer Politiker und Militär
- 2020: Husni Mubarak, ägyptischer Politiker, Staatspräsident
- 2020: Marie-Luise Nikuta, deutsche Mundartsängerin
- 2021: Dieter Michael Feineis, deutscher römisch-katholischer Geistlicher und Kirchenhistoriker
- 2021: Hannu Mikkola, finnischer Rallyefahrer
- 2022: Manfred Borges, deutscher Schauspieler
- 2022: Oliver Frank, deutscher Schlagersänger
- 2023: Dieter Pürschel, deutscher Eishockeytorwart
- 2024: Jekaterina Innokentjewna Nowgorodowa, russische Politikerin und Agronomin
- 2024: Georg Riedel, aus der Tschechoslowakei gebürtiger schwedischer Jazz-Bassist und Filmkomponist
- 2025ː Jennifer Johnston, irische Schriftstellerin

## Feier- und Gedenktage
- Kirchliche Gedenktage
  - Hl. Walburga, englische Äbtissin und Missionarin (evangelisch, katholisch)
  - Hl. Caesarius von Nazianz, römischer Gelehrter und Mediziner (katholisch)
  - Elisabeth Fedde, norwegische Diakonisse, wirkte in den USA (evangelisch: ELCA, ELCIC)
  - in Schaltjahren, sonst am 24. Februar: Hl. Matthias, Schriftgelehrter, Märtyrer und Apostel (evangelisch, anglikanisch, katholisch (nur im deutschen Sprachgebiet), armenisch)
- Namenstage
  - Vanessa

Weitere Einträge enthält die Liste von Gedenk- und Aktionstagen.